# Trzcianka
Trzcianka (pol. hist. Trzciana Łąka, niem. Schönlanke) – miasto w Polsce, w województwie wielkopolskim, w powiecie czarnkowsko-trzcianeckim, siedziba gminy miejsko-wiejskiej Trzcianka. Miasto położone jest nad rzeką Trzcianka i pięcioma jeziorami na Pojezierzu Wałeckim.

## Współcześnie
Miasto wraz z Czarnkowem pełni funkcję stolicy powiatu czarnkowsko-trzcianeckiego. W mieście znajduje się część instytucji powiatowych, m.in. Sąd Rejonowy, Prokuratura Rejonowa, Sąd Rodzinny, Szpital Powiatowy im. Jana Pawła II i Powiatowe Centrum Pomocy Rodzinie. Wiele pozostałych instytucji ma tu swoje przedstawicielstwa, m.in. Powiatowy Urząd Pracy w Czarnkowie Filia w Trzciance czy Delegatura Starostwa Powiatowego.
Trzcianka jest najludniejszym miastem powiatu czarnkowsko-trzcianeckiego. Według danych z 31 grudnia 2023 roku miasto liczyło 16 496 mieszkańców. Zajmuje powierzchnię 18,3 km².
Jest siedzibą władz gminy miejsko-wiejskiej Trzcianka, w której skład wchodzi 20 sołectw.
Trzcianka jest lokalnym ośrodkiem kulturalnym, politycznym oraz gospodarczym. Tutaj znajdują się siedziby m.in. burmistrza, Rady Miejskiej, Biblioteki Publicznej i Centrum Kultury im. Kazimiery Iłłakowiczówny. Do największych zakładów produkcyjnych działających w mieście należą Hydro Extrusion Poland, Joskin Polska, Northstar Poland i Lubmor Sp. z o.o.

## Położenie
Trzcianka leży w północno-zachodniej Polsce, w północnej części województwa wielkopolskiego, w północnej części powiatu czarnkowsko-trzcianeckiego. Miasto znajduje się w południowej części Pojezierza Wałeckiego. Od północnej, zachodniej i południowej strony otoczone jest lasami, które zajmują niecałe 50% powierzchni gminy.
W granicach miasta znajdują się jeziora: połączone kanałem Sarcze i Długie (znane też jako Logo), Okunie oraz Moczytko. Miasto leży po obu stronach rzeki Trzcianka, która przepływa przez centrum. Poza tym przez zachodnią i południową część miasta przepływają 3 strumienie.
Według danych z 1 stycznia 2010 roku, Trzcianka zajmuje obszar 18,3 km², w tym są: użytki rolne – 42,28%, lasy – 45,95%. Miasto stanowi 4,89% powierzchni gminy.

## Warunki naturalne

### Rzeźba terenu
Rzeźba terenu została wykształcona podczas ostatniego zlodowacenia. Występują tu elementy nizinnych krajobrazów naturalnych: równiny morenowe, pola sandrowe, wydmy, ozy i zagłębienia wytopiskowe. Najwięcej jest gleb rdzawych (ok. 70%) i bielicowych (ok. 10%).

### Szata roślinna
W okolicy występuje bogata szata roślinna, związana z żyznymi glebami. W lokalnych lasach dominują drzewostany z panującą sosną, ale licznie występują tu też dęby, buki i jodły.
W okolicach miasta występuje kilkadziesiąt gatunków krzewów i roślin runa leśnego podlegających ochronie gatunkowej. Wśród nich są podkolan biały, śnieżyczka przebiśnieg, widłaki kędzierzawy i miotlasty, kukułka szerokolistna, bagno zwyczajne. Stanowiska występowania tych roślin są chronione czynnie, a więc nie prowadzi się tu prac gospodarczych, mogących je zniszczyć. Chronione są także najokazalsze egzemplarze drzew w ramach pomników przyrody.

### Zwierzęta
Gromada ssaków reprezentowana jest przez podstawowe gatunki łowne: łosia, jelenia, sarnę, dzika, daniela, zająca, lisa, jenota, borsuka, kunę, norkę, tchórza i piżmaka. Spośród zwierząt chronionych odnotowano występowanie łasicy, gronostaja, orzesznicy, podkowca dużego, mroczków, a z częściowo chronionych – bobra i wydrę.
Ptaki reprezentowane są przez wiele gatunków rzadkich i zagrożonych, m.in. bociana czarnego, orlika krzykliwego, rybołowa, błotniaka łąkowego, krogulca, derkacza, płomykówkę, pójdźkę, puszczyka, dudka, muchołówkę szarą i żałobną.
Z gromady gadów występują: jaszczurka zwinka i żyworodna, padalec oraz węże: żmija i zaskroniec.
Z płazów występują m.in. traszki, rzekotki drzewne, ropuchy szara i zielona, a z owadów m.in. trzmiel rudy i leśny oraz biegacze.

### Klimat
Miasto znajduje się w strefie klimatu umiarkowanego o odmianie morskiej.
| Miesiąc                     | Sty   | Lut   | Mar   | Kwi   | Maj   | Cze   | Lip   | Sie   | Wrz   | Paź   | Lis   | Gru   |
| --------------------------- | ----- | ----- | ----- | ----- | ----- | ----- | ----- | ----- | ----- | ----- | ----- | ----- |
| Średnia temperatura w dzień | 1 °C  | 2 °C  | 7 °C  | 14 °C | 19 °C | 22 °C | 24 °C | 24 °C | 19 °C | 13 °C | 6 °C  | 3 °C  |
| Średnia temperatura w nocy  | –2 °C | –2 °C | 0 °C  | 5 °C  | 9 °C  | 12 °C | 14 °C | 15 °C | 11 °C | 7 °C  | 2 °C  | 0 °C  |
| Opady                       | 37 mm | 28 mm | 32 mm | 37 mm | 52 mm | 66 mm | 76 mm | 62 mm | 52 mm | 43 mm | 45 mm | 46 mm |

## Demografia
Trzcianka jest najludniejszym miastem powiatu czarnkowsko-trzcianeckiego; ma 17 228 mieszkańców, w średnim wieku 40,5 lat, z czego 51,8% stanowią kobiety, a 48,2% mężczyźni.
Ludność Trzcianki na przestrzeni wieków:
Piramida wieku mieszkańców Trzcianki w 2014 roku:

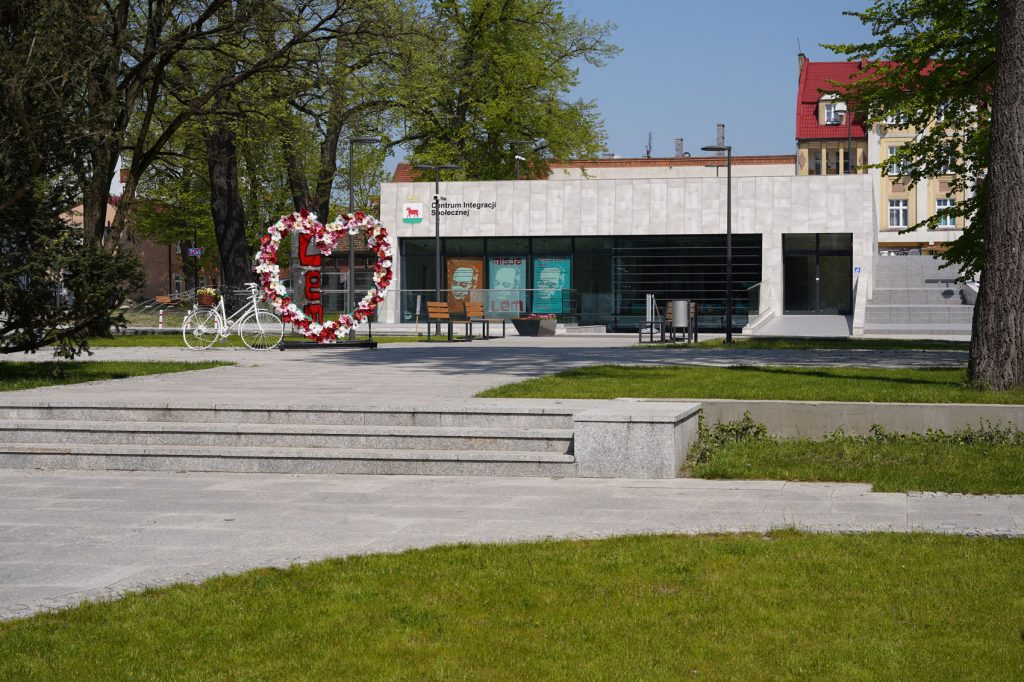
Centrum Integracji Społecznej w Trzciance

## Nazwa
Miejscowość dawniej była wsią i inaczej się nazywała. W XVI wieku nosiła staropolską nazwę „Trzciana Łąka”. Jednak pierwszy zachowany historyczny zapis źródłowy z 1561 odnotowuje krótszą nazwę "Thrzcziana". Później miejscowość notowano w 1565 "Trzciana Laca" i w 1570 "Thrcziana Lanka", Nazwa "Trzciana Łąka" została ostatecznie wyparta przez krótszą formę "Trzcianka". Jeszcze w XIX wieku używano pośredniej postaci: "Trzelanka", od której wywodzi się zgermanizowana niemiecka forma "Schönlanke", poświadczona w zapisie z 1624: "Schionlang alias Trcinna Łęka" od słowa schön, czyli piękny.
W zapisce z 1624 użyta została forma "Martostoph seu Trcinna Łąka", sugerująca, że Trzcianą Łąkę nazywano też "Martinsdorf", ale powstała ona w wyniku pomyłki pisarza odnotowującego proces sądowy aktualnego zarządcy parafialnego w Trzcianej Łące z jego poprzednikiem na tym stanowisku, który w momencie procesu był już wikariuszem w Marcinkowie (niem. "Martinsdorf"). W 1944 w okresie III Rzeszy wieś nosiła zgermanizowaną nazwę „Schönlanke”.
Nazwa pochodzi prawdopodobnie to od licznych w okolicy łąk porośniętych trzciną. 7 maja 1946 roku po powrocie miejscowości w granice Polski zadecydowano o przywróceniu nazwy Trzcianka, która funkcjonuje do dziś.

## Historia

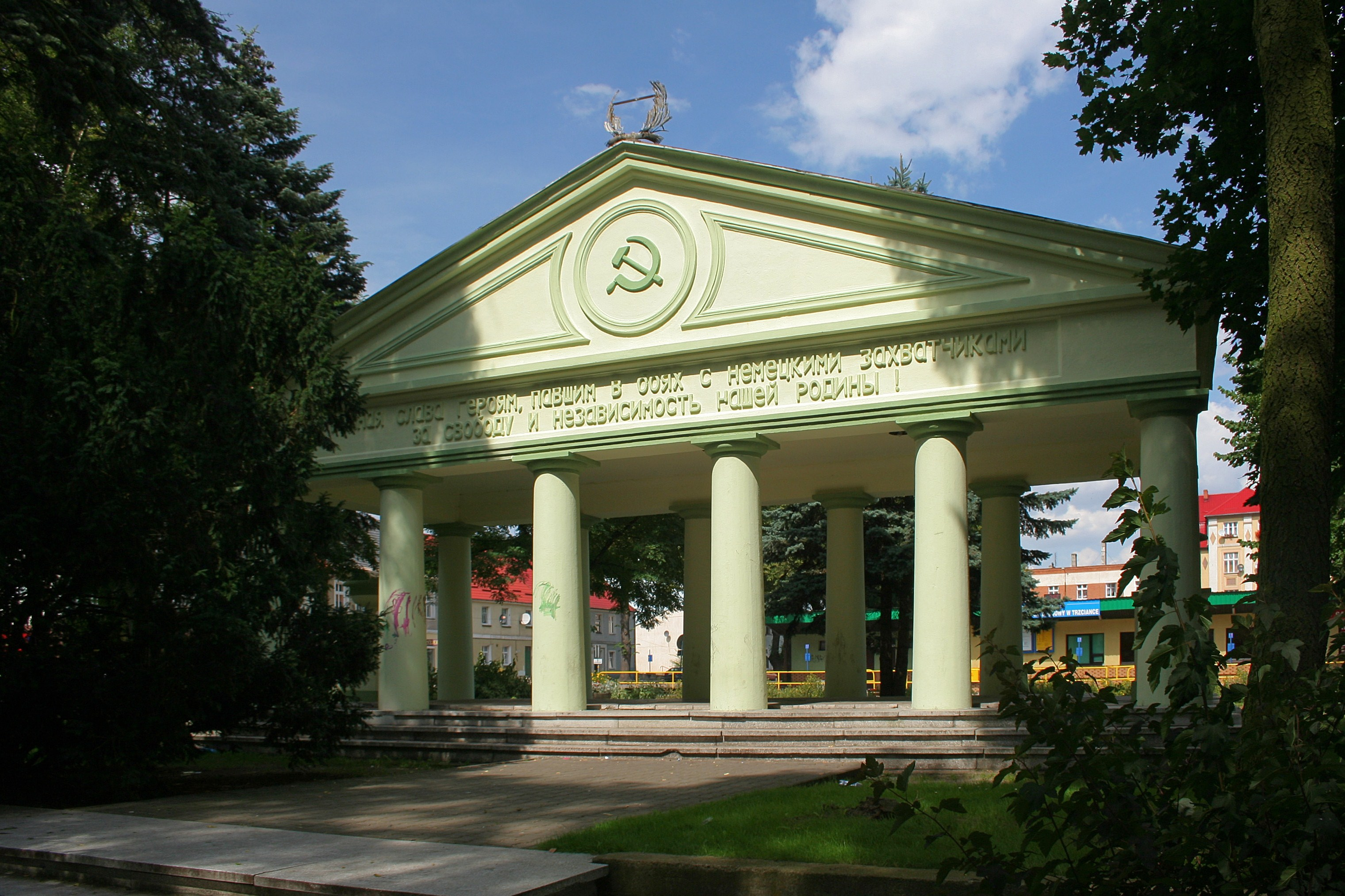
Mauzoleum żołnierzy radzieckich zburzone 8.09.2017 r. na podstawie uchwały radnych i starań burmistrza Krzysztofa Czarneckiego za zgodą Piotra Glińskiego, wicepremiera rządu RP

Tereny znajdujące się na północ od Noteci, pomiędzy Drawą a Łomnicą na przełomie wieków XIII i XIV były własnością Czarnkowskich. Dokument Bolesława Wstydliwego z 1245 roku, który według historyków określany jest falsyfikatem, potwierdza przynależność tych terenów do rodu Czarnkowskich. W dokumencie wymienione są z nazwy wsie: Biała (Bialla), Gulcz (Goliasza) i Rozdróżka (Rossdrussga), czyli Trzcianka. Położona miała ona być przy trakcie z Poznania do Kołobrzegu. Zdaniem niektórych badaczy krzyżowały się tu również drogi lokalne, stąd też jej pierwotną nazwą miało być określenie Rozdróżka. Poświadczenia z późniejszych lat, uwiarygadniają dokument Bolesława Wstydliwego: Władysława Łokietka z 1323 r., Zygmunta Starego z 1546 r. oraz Zygmunta Augusta z 1548 r.:
W imię Pana Amen. Na wieczną pamiątkę.... Dlatego my Zygmunt August z Bożej Łaski Król Polski, Wielki Książę Litwy jako też ziemi Krakowskiej, Sandomierskiej (...) Niniejszym podajemy do wiadomości wszystkim, którym należy, obecnym i przyszłym, którzy o tym wiedzieć powinni, że stawił się osobiście szlachetny Stanisław Sędziwój z Czarnkowa... Przedstawił pismo na pergaminie z podpisem przez świętego księcia Pana Zygmunta I Króla Polski, ojca naszego. (...) i prosił aby je naszym królewskim autorytetem potwierdzić i ratyfikować, umocnić i odnowić. (...) Treść tego słowo w słowo jest ta: (...) Chcemy zasługi tegoż Sędziwoja, naszego umiłowanego, naszą łaską wynagrodzić (...). Od tego czasu wsie nasze Bialla, Goliasza i Rossdrussga (...) jemu oraz następcom dajemy, przekazujemy, zatwierdzamy aby mogli je posiadać, sprzedać, podarować lub zamienić (...).
Miejscowość pierwotnie związana była z Wielkopolską. W 1570 leżała w powiecie poznańskim  Korony Królestwa Polskiego. Osobną parafię w Trzciance utworzono w pierwszej połowie XVII wieku i wydzielono ją z parafii Biała.
Wieś była własnością szlachecką leżącą w dobrach czarnkowskich należącą do wielkopolskiego rodu Czarnkowskich herbu Nałęcz III. W 1561 Jadwiga żona Wojciecha Sędziwoja Czarnkowskiego wwiązana została we wsie przekazane jej przez męża, w tym m.in. Białą i Trzcianą Łąkę. 1565 Wojciech Sędziwój Czarnkowski zastawił Andrzejowi Sieprskiemu wojewodzie rawskiemu połowę dóbr Czarnków, w tym wsie Biała i Trzciana Łąka. W 1570 nabywca sprzedał z zastrzeżeniem prawa odkupu wsie Biała i Trzciana Łąka Dobrogostowi Sobockiemu, a 1573 swojej żonie Jadwidze Sieprskiej, córce zmarłego wojewody rawskiego Andrzeja.
W 1586 bracia Czarnkowscy sprzedali Janowi Krügerowi 2 łany w puszczy goleckiej jako sołectwo wsi, którą nabywca miał w tym miejscu założyć (chodzi o późniejszą miejscowość zwaną po niemiecku "Pützig"). Jej przyszli mieszkańcy mieli otrzymać takie same obowiązki, jak „właśnie założona” (nuper locata) wieś Trzciana Łąka. W 1591 Maciej, Jan, Agnieszka, Anna i Katarzyna dzieci zmarłego Joachima Kiony odziedziczyli własność sołectwa czyli wójtostwa w Trzcianej Łące. W 1593 pozywali oni Jadwigę Sieprską wdowę po Wojciechu Czarnkowskim o 150 talarów należnych ich ojcu zgodnie z przywilejem wydanym przez jej męża Wojciecha Sędziwoja Czarnkowskiego.
W 1671 król polski Michał Korybut Wiśniowiecki wydał dla miejscowości przywilej na odbywanie jarmarków. W 1679 ustanowił on statut cechu sukienniczego w wyniku czego w połowie XVII wieku do miejscowości napłynęli niemiecko języczni tkacze i wieś przekształciła się w osadę miejską. Królewski przywilej lokacyjny na założenie miasta według prawa magdeburskiego wydany został 3 marca 1731 przez króla polskiego Augusta II Mocnego.
W latach 1738–1755 Trzcianka była własnością Stanisława Poniatowskiego (ojca ostatniego króla Polski). Władzą wykonawczą był wójt z ławą nadzorowany przez burmistrza z radą miejską. Pierwszym burmistrzem został Marcin Mittelszted. Taki układ władzy potwierdzali właściciele Niszyccy i Szembekowie. Bierne prawo wyborcze posiadali wyłącznie posesjonaci-obywatele, czyli właściciele nieruchomości, głównie sukiennicy, w związku z czym burmistrzami zostawali przedstawiciele najbogatszych lokalnych rodzin. Następowała ciągła rotacja tych samych osób pomiędzy radą, ławą, a stanowiskami burmistrza, czy wójta. Najczęściej na wszystkich tych stanowiskach pojawiało się nazwisko Mittelszted. Rajcy obradowali w karczmie usytuowanej przy rynku. Ostatnim prywatnym właścicielem miasta był Mikołaj Świnarski, który sprzedał Trzciankę królowi Prus w 1789.

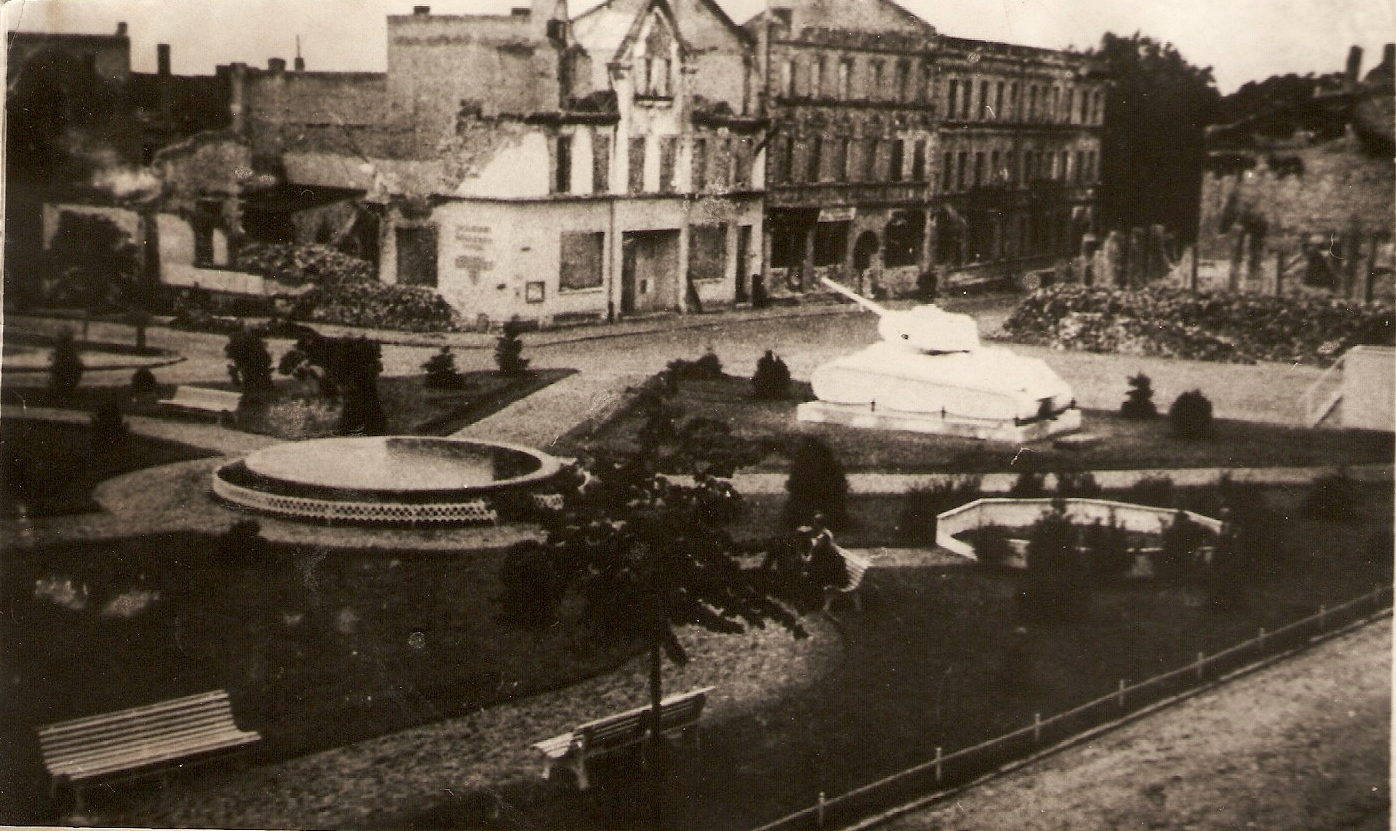
Powojenna Trzcianka – widok na park przy p. Pocztowym oraz na obecną ul. Sikorskiego w miejscu, gdzie znajduje się rondo Solidarności

Intensywnie rozwinęło się w mieście osadnictwo niemieckie (sukiennictwo) i żydowskie (handel wełną). W XVIII był to jeden z największych ośrodków sukienniczych Wielkopolski, posiadając ponad 200 warsztatów tkackich. Do czasu rozbiorów leżała w Rzeczypospolitej Obojga Narodów. Wskutek I rozbioru Polski w 1792, miejscowość przeszła pod władanie Prus i jak cała Wielkopolska znalazła się w zaborze pruskim (od 1773 tzw. okręg nadnotecki w obrębie Prus Zachodnich, a od 1777 wałecki powiat landracki), by w 1807 wejść w granice Księstwa Warszawskiego. Od 1815 ponownie stało się częścią Prus, a wraz z nimi od 1871 Niemiec. Zaborca zlikwidował urzędy wójta i ławy, a pozostawił burmistrza, jako jednoosobową władzę wykonawczą. W końcu XVIII wieku z kasy miejskiej zbudowano tzw. Burmistrzówkę, czyli mieszkanie dla burmistrza z funkcją sali obrad rady (dom stoi do dziś i stanowi siedzibę Muzeum Ziemi Nadnoteckiej).
W okresie Księstwa Warszawskiego miasto zostało podarowane przez Napoleona marszałkowi Francji, Louisowi-Alexandrowi Berthierowi i zostało podporządkowane władzom administracyjnym. W latach 1809–1814 nominowano dwóch burmistrzów: Jana Złotnickiego oraz Andrzeja Cywińskiego. Po upadku Napoleona miasto ponownie przyłączono do Królestwa Prus. Pozostawało ono najpierw w obrębie Wielkiego Księstwa Poznańskiego, a potem Prowincji Poznańskiej. Od 1816 do 1831 (jak wszędzie w Prusach) zlikwidowano samorząd miejski. Po tym okresie pierwszym burmistrzem został Ludwik Matzki (Polak), którego rządy były na tyle korzystne dla mieszkańców, że nadano mu tytuł dożywotnio i sprawował swój urząd najdłużej w historii (58 lat). W latach 1907–1908 rozbudowano ratusz z 1854. Wg spisu z 1910 roku polski jako język ojczysty zadeklarowało 113 osób.
W połowie XIX gdy wybudowano linię kolejową, miasto ożywiło się gospodarczo. Powstało wiele nowych fabryk i zakładów powodując tym samym rozwój miasta. W 1919 roku podczas powstania wielkopolskiego walki toczyły się w pobliżu miasta (do samej Trzcianki powstańcy nie dotarli), które wspierało niemieckie wysiłki w walkach. Ze względu na dominację ludności niemieckiej traktat wersalski pozostawił w 1919 Trzciankę w granicach Rzeszy.
W okresie międzywojennym miasto było stolicą powiatu Netzekreis (początkowo Landratsamt in Schönlanke). Obowiązki landrata przyjął od 16 września 1919 asesor rządowy, dr Freiherr Horst von Cornberg, najpierw zastępczo, a od 25 listopada 1919 pełnoprawnie.
27 stycznia 1945 Trzciankę zajęły wojska radzieckie 2 i 47 armii pancernej gwardii i 9 korpusu pancernego gwardii Armii Czerwonej. Komendantem wojennym miasta został major Borys Rubcow. Podczas walk poległo 127 żołnierzy radzieckich (pochowano ich w mauzoleum, obok którego ustawiono czołg; 1953 roku zwłoki poległych w walce o miasto ekshumowano). Po 173 latach Trzcianka powróciła w granice państwa polskiego. Niemiecka ludność miasta została wysiedlona do Niemiec, a w jej miejsce przybyli polscy osadnicy, którzy dołączyli do grupy autochtonów. Na początku 1945, w związku z działaniami Pełnomocnika Rządu na Obwód Trzcianecki, przywrócono również przedrozbiorową nazwę miasta – Trzcianka. Pierwszym (nieoficjalnym) burmistrzem został Popowicz, a oficjalnym Stanisław Wiza.
17 lutego 1945 delegowano z Krzyża i Wągrowca pierwszych polskich kolejarzy-ochotników do uruchomienia stacji kolejowej. 13 marca rozpoczęła działalność poczta (dokonał tego delegat z Bydgoszczy, Marceli Palinkiewicz), a 28 marca posterunek milicji założony przez funkcjonariuszy z Czarnkowa (z komendantem powiatowym podporucznikiem Aleksandrem Wizą). 18 kwietnia władzę w mieście objął przybyły wraz z ośmioosobową grupą ludzi od strony Piły pełnomocnik Rządu Tymczasowego, Sławomir Komarnicki (z zastępcą, Edwardem Poszwą). Państwowy Urząd Repatriacyjny otwarto 19 maja. W tym samym miesiącu utworzono struktury powiatowe Polskiej Partii Robotniczej. W czerwcu przejęto od sowieckiej komendantury ujęcie wody i przystąpiono do uruchomienia wodociągów. 7 lipca powiat został odłączony od Pomorza Zachodniego i przyłączony do województwa poznańskiego. Miesiąc później zamieszkiwało w nim 6515 Polaków. 10 sierpnia przywrócono w mieście elektryczność, a dzień później urodziło się w szpitalu pierwsze polskie dziecko po wojnie (Maria Wintonowicz). W sierpniu działały w mieście łącznie 62 zakłady rzemieślnicze. Najwięcej było stolarskich (15) i szewskich (10). 1 listopada przejęto od Rosjan fabrykę mebli i uruchomiono ją jako Państwowy Zakład Przemysłu Drzewnego. 25 listopada powołano miejską radę narodową. 1 stycznia 1946 powołano Edwarda Poszwę na urząd starosty trzcianeckiego (1 września starostwo przeniesiono do Piły). W lutym ruszył tartak, ale urządzenia nowoczesnej cegielni silikatowej wywieziono do Wielenia i Łobza. 13 października wyekspediowano pierwszy transport wysiedlonych Niemców (1788 osób). 7 sierpnia 1947 uruchomiono komunikację autobusową na linii Poznań – Trzcianka – Wałcz. 1 maja 1948 otwarto kino.
Pierwsza fala osadników polskich zasiedliła miasto spontanicznie tuż po wyparciu Niemców. Pochodzili oni głównie z Wielkopolski, a także z województw łódzkiego i warszawskiego. Najobficiej przybyli ludzie „zza Noteci”, czyli z powiatów czarnkowskiego, chodzieskiego, obornickiego, a także z szamotulskiego i poznańskiego. Kolejne transporty osiedleńców zaczęły przyjeżdżać już w sposób zorganizowany od wiosny 1945. Łącznie w latach 1945–1959 miasto i powiat trzcianecki zostały zasiedlone przez Wielkopolan (29,55%), osadników zza Buga (28,43%), Polski południowo-wschodniej (17,64%), Polski centralnej (9,7%) oraz innych terenów (14,68%). Taka mieszanka ludnościowa sprawiła, że dialekty regionalne uległy integracji i mieszkańcy miasta i okolic (zwłaszcza urodzeni już na miejscu) posługują się obecnie literacką polszczyzną. Na obszar Trzcianki i powiatu przesiedlono również przymusowo ludność w ramach akcji „Wisła”, choć pierwotnie takie rozwiązania nie były planowane dla województwa poznańskiego. W pierwszym transporcie, który wyruszył 24 maja 1947 z Leska przyjechało 125 Ukraińców z Bieszczadów. Pozostałe pięć transportów przywiozło wyłącznie Łemków z Beskidu Niskiego. Odprawiono je: 28 maja 1947 z Jasła, 10, 15 i 18 czerwca 1947 z Gorlic oraz 4 lipca 1947 z Nowego Sącza. Łącznie w ramach akcji na ziemię trzcianecką przybyło od 30 maja do początku lipca 1437 repatriantów z kilkudziesięciu wsi, od Olszanicy na wschodzie do Muszynki na zachodzie. Z uwagi na fakt, że większość budynków i gospodarstw była już zasiedlona wcześniej, to nowoprzybyłym zaoferowano głównie obiekty zdewastowane i wymagające remontów, bez okien, drzwi i pieców. Żyli oni początkowo najczęściej w nędzy i ostracyzmie.
W 1963 rozpoczęto budowę Zakładów Naprawy Taboru Leśnego (w 1975 zatrudniały one około 600 pracowników, a drugie tyle Ośrodek Transportu Leśnego). W 1965 rozebrano wznoszący się na pl. Armii Czerwonej (obecnie pl. Pocztowy) kościół ewangelicki z l. 1843–1847. W 1975 powstały Pilskie Fabryki Mebli z dyrekcją w Trzciance. 18 marca 1994 po raz pierwszy zagrano hejnał Trzcianki z wieży kościoła św. Jana Chrzciciela. W maju tego samego roku na jeziorze Sarcz odbyły się Motorowodne Mistrzostwa Polski, a także założono Stowarzyszenie Kupców. W tym czasie oznakowano ulice nowym systemem tablic. W styczniu 1995 powstało kino w spółdzielni mieszkaniowej. Lata 90. XX wieku były trudnym czasem dla gospodarki miasta. W latach 1994–1995 zlikwidowano tu liczne zakłady, m.in. spółdzielnię Samopomoc Chłopska, bank spółdzielczy, Przedsiębiorstwo Transportu Samochodowego "Transmeble", czy Rejonowe Przedsiębiorstwo Melioracyjne. W grudniu 1994 Urząd Rady Ministrów negatywnie zaopiniował wniosek o podział gminy na dwie odrębne jednostki, a w kwietniu 1995 Ministerstwo Finansów podobnie zaopiniowało utworzenie w mieście Urzędu Skarbowego. W tym samym roku liczba bezrobotnych w mieście sięgnęła liczby 2560 osób (w gminie było to 4868). Liczba abonentów telefonicznych wynosiła wówczas 2808. W czerwcu 1995 wyszedł pierwszy numer Informatora Samorządowego Miasta i Gminy Trzcianka "Ratusz", a we wrześniu tego roku pierwszy numer "Kroniki Ziemi Trzcianeckiej". Dzień 3 marca w 1996 ustanowiono Świętem Miejsko-Gminnym Trzcianki. W listopadzie 1996 otwarto gminne wysypisko odpadów. Liczba bezrobotnych w pierwszym półroczu 1996 wynosiła 2438 osób. Od 1996 wychodzi czasopismo parafialne "Przyjaciel Świętego Jana Chrzciciela".
W latach 1975–1998 miasto administracyjnie należało do województwa pilskiego.
Trzcianka przed II Wojną Światową była siedzibą powiatu Netzekreis (dzisiejsze powiaty: Czarnkowsko-Trzcianecki, Pilski, Chodzieski oraz część Wałeckiego, Strzelecko-Drezdeneckiego i Leszczyńskiego

## Gospodarka
Wybudowano wysypisko odpadów, oczyszczalnię ścieków miejskich o przepustowości 4000 m³.
W Trzciance rozwinął się w ostatnich latach przede wszystkim przemysł aluminiowy. Swoje siedziby mają tu:
- Hydro (do 2018 – Sapa Aluminium; tłocznia profili aluminiowych, anodownie i obróbka profili aluminiowych)
- Copal (systemy aluminiowe oraz obróbka aluminium)
- Zobal (wyroby aluminiowe)

Ponadto w mieście działają firmy takie, jak:
- Northstar Poland (kominki, piece)
- Joskin Polska (maszyny rolnicze)
- Al-Trans (transport krajowy i międzynarodowy)
- Alsanit (Wyposażenia Inwestycji)
- Lubmor (budownictwo okrętowe i lądowe)

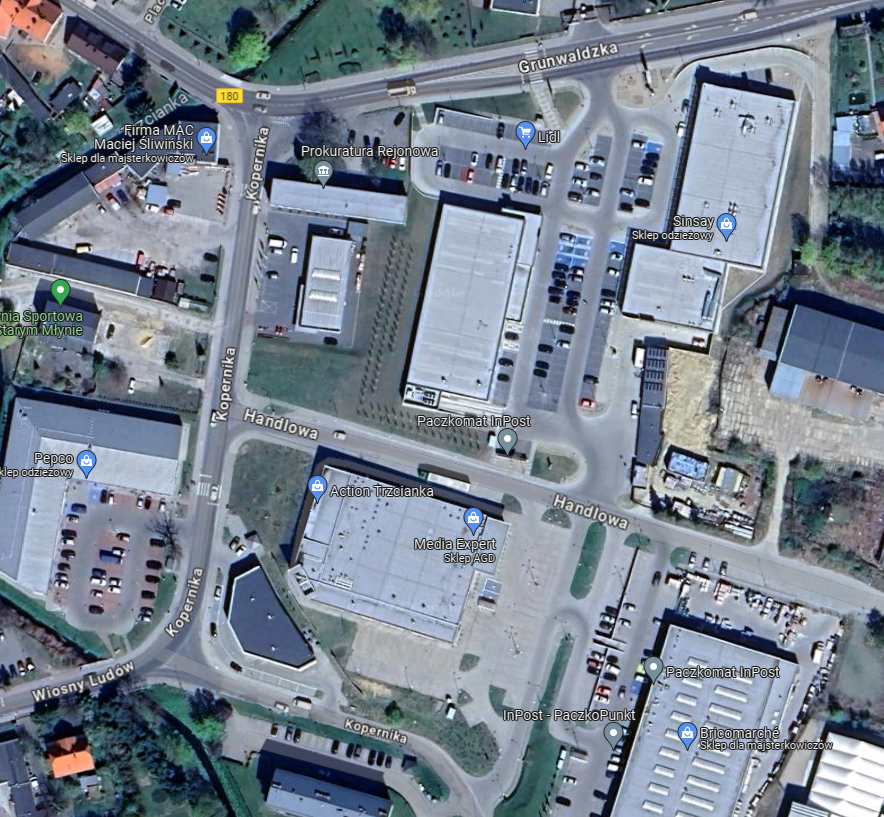
Trzy nowe parki handlowe w Trzciance: Multibox, Aura Park, Trzcianka Park

W Trzciance są zlokalizowane przedsiębiorstwa z branży handlowej, filie i oddziały banków, towarzystw ubezpieczeniowych i leasingowych.
W grudniu 2010 r. została otwarta pierwsza w mieście galeria handlowa.

## Edukacja
(Tylko szkoły publiczne)

### Szkoły podstawowe
- Szkoła Podstawowa nr 1 im. Juliusza Słowackiego (ul. Staszica)
- Szkoła Podstawowa nr 2 im. Władysława Broniewskiego (ul. Orzeszkowej)
- Szkoła Podstawowa nr 3 im. Mikołaja Kopernika (ul. Broniewskiego)
- Katolicka Szkoła Podstawowa im. s. Faustyny Kowalskiej (ul. Spokojna)

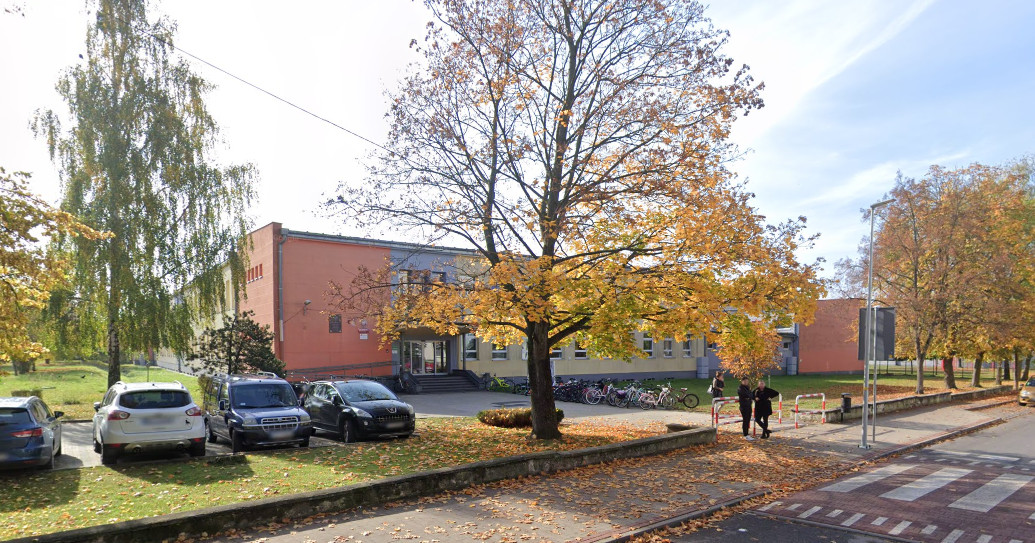
Szkoła Podstawowa nr 1 im. Juliusza Słowackiego w Trzciance

### Szkoły średnie
- Liceum Ogólnokształcące im. Stanisława Staszica  (ul. Żeromskiego)
- Zespół Szkół im. Henryka Sienkiewicza – ZS nr 1 (ul. Sikorskiego)
- Zespół Szkół Technicznych im. Noblistów Polskich – ZS nr 2 (ul. 27 Stycznia)

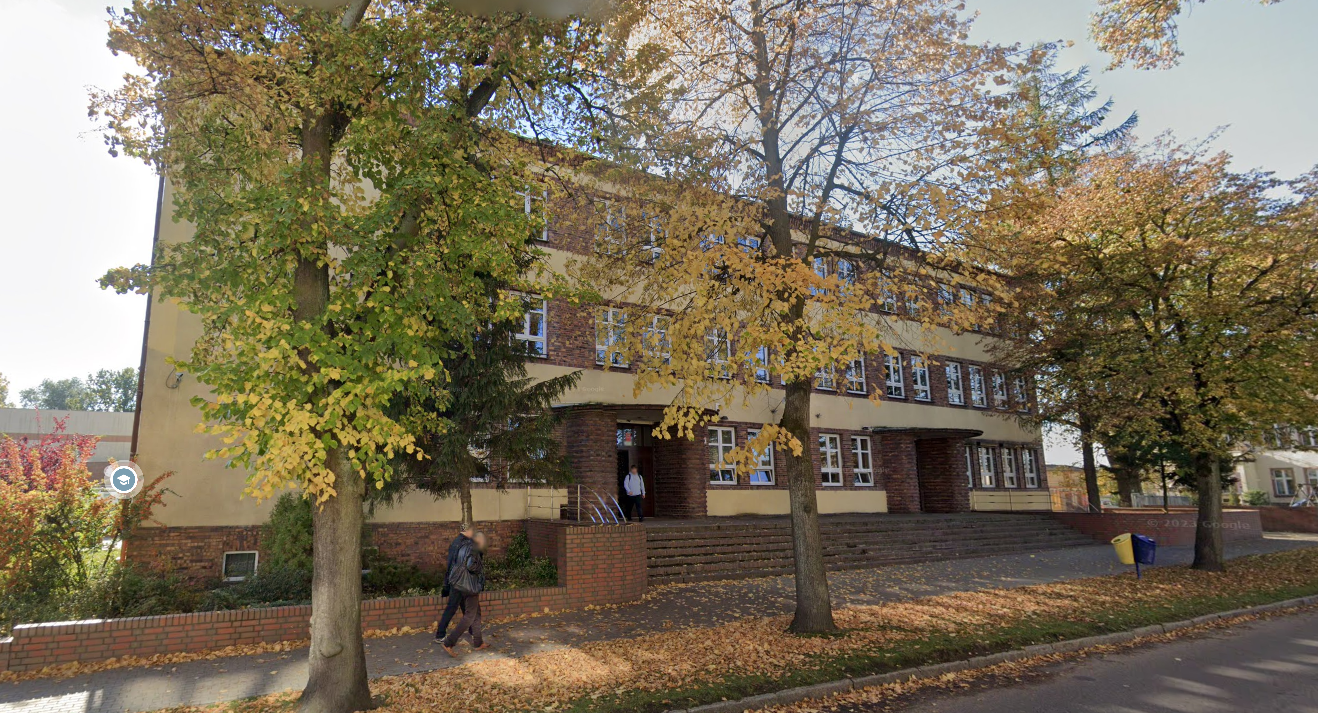
Liceum Ogólnokształcące im. Stanisława Staszica w Trzciance

### Szkoły Wyższe
- Akademia Humanistyczno-Ekonomiczna w Łodzi, Wydział w Trzciance (ul. 27 Stycznia)

## Kultura

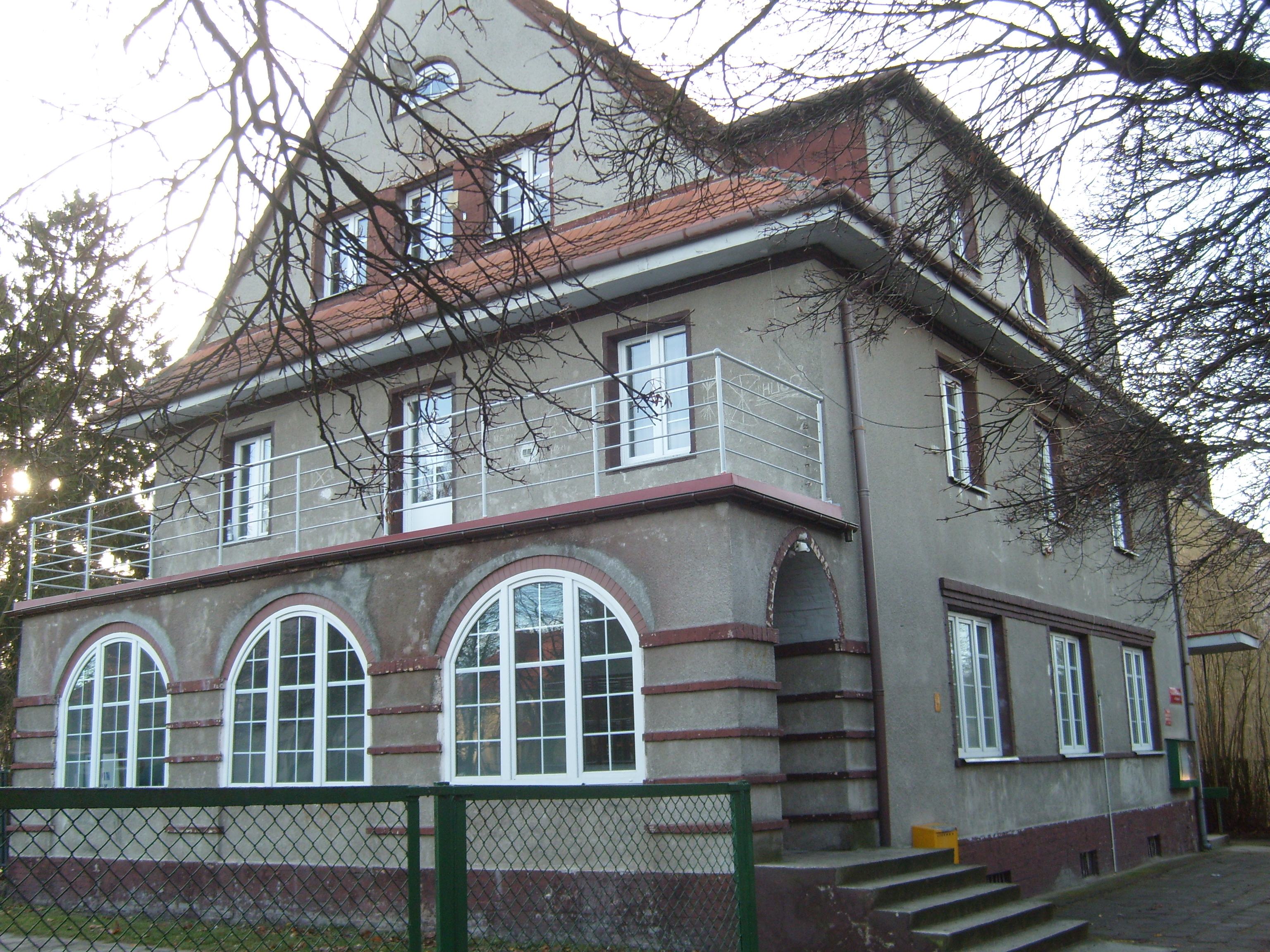
Miejskie Centrum Usług Społecznych i Dom Kultury w Trzciance

Trzcianka jest centrum kulturalnym, w którym wiele się dzieje z zakresu kultury. W mieście istnieją instytucje kulturalno-oświatowe dla mieszkańców miasta i powiatu.
- Instytucje:
  - Trzcianecki Dom Kultury – organizuje wiele przedsięwzięć kulturalnych, do których należą m.in. Ogólnopolski Konkurs Fotograficzny „Portret”, Dni Trzcianki, Noc Świętojańska, Dożynki Gminne, Przegląd Filmów „Wampiriada”, czy też Wielkie Malowanie.
  - Młodzieżowy Dom Kultury – organizuje on czas wolny dla dzieci i młodzieży. W MDK działają liczne zespoły wokalne i artystyczne, które osiągają sukcesy na ogólnopolskich konkursach m.in. Ogólnopolskim Festiwalu „Śpiewolandia”.

- Biblioteki:
  - Biblioteka Publiczna i Centrum Kultury im. Kazimiery Iłłakowiczówny w Trzciance
  - Biblioteka Pedagogiczna
  - Biblioteka Parafialna w Trzciance
- Muzeum:
  - Muzeum Ziemi Nadnoteckiej im. Wiktora Stachowiaka – dzięki dysponowaniu dwoma obiektami przy ul. Żeromskiego, muzeum trzcianeckie oferuje równocześnie cztery wystawy: „Dawno temu w Trzciance”, „W dawnej szkole”, „Jedna ziemia, wiele opowieści” oraz „Z dziejów Trzcianki, czyli historia naszego miasta”.

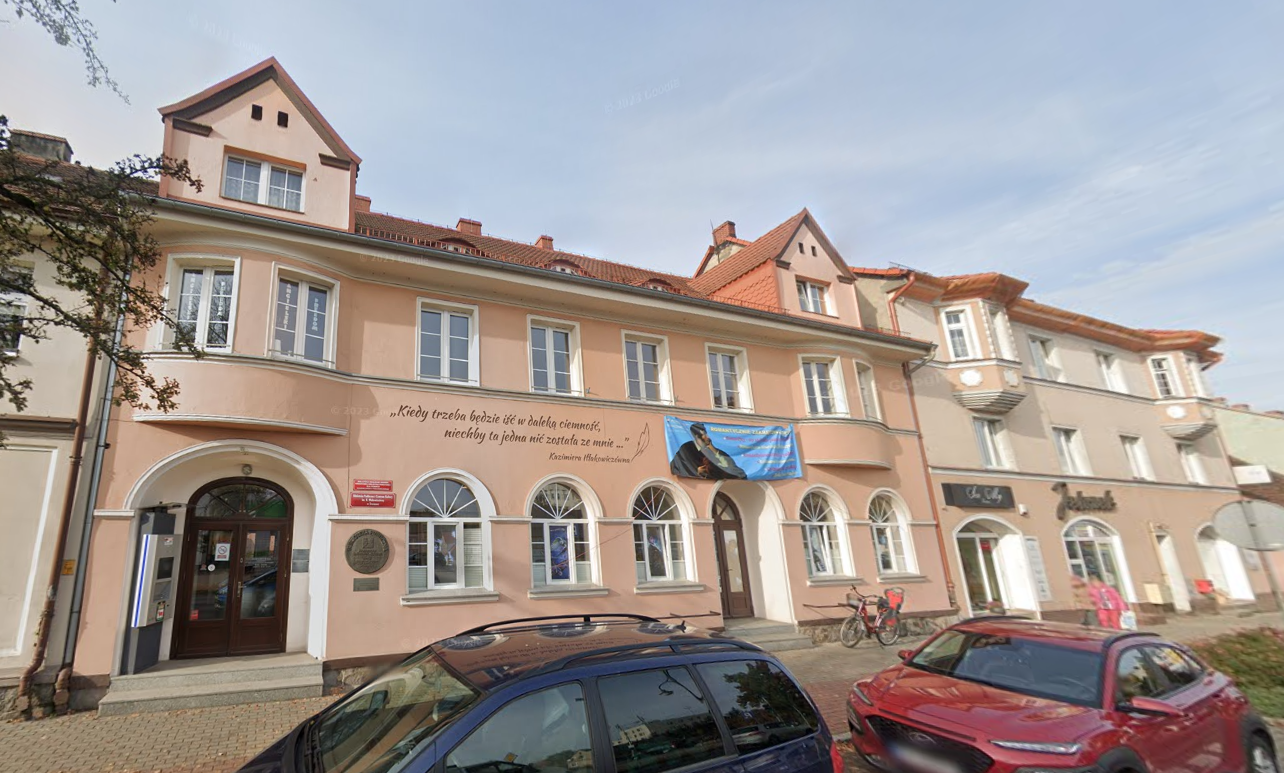
Powiatowa Biblioteka Publiczna i Centrum Kultury w Trzciance

Muzeum organizuje liczne imprezy, z których najbardziej efektowny jest organizowany w plenerze Piknik Muzealny.
W Trzciance mieści się również:
- Hala Sportowo-Widowiskowa – w hali odbywają się miejskie akademie, koncerty, występy kabaretów oraz mecze piłki ręcznej, siatkówki, koszykówki i zajęcia aikido. Znajduje się tu także siłownia, sauna oraz sala do aerobiku,

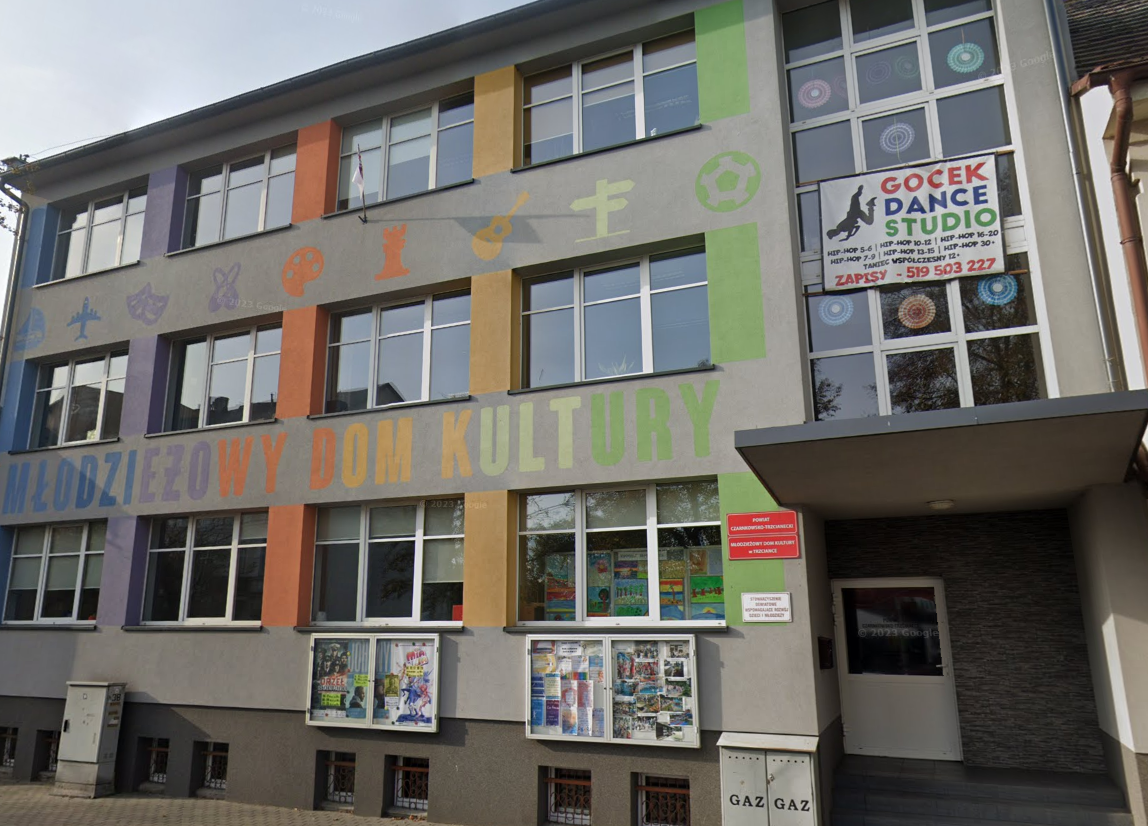
Powiatowy Młodzieżowy Dom Kultury w Trzciance

- Kino Osiedlowe – po modernizacji otwarte 27 stycznia 2017, cyfrowe, ze 147 miejscami siedzącymi[43].

### Zespoły teatralne
W mieście działa Teatr Poezji Lotka – zespół teatralny działający od 2005 r. przy Młodzieżowym Domu Kultury. Instruktorem zespołu jest Włodzimierz Ignasiński, pełniący również rolę dyrektora Młodzieżowego Domu Kultury. W dorobku teatru znajduje się 5 spektakli:
- Rzecz o chlebie
- Kto widział błazna
- Promieniowanie ojcostwa
- Zrozumieć Słowackiego
- Madonny bieszczadzkie.

Teatr osiągnął wiele sukcesów na arenie ogólnopolskiej i wojewódzkiej. Do najważniejszych należą:
- Złota Igła na VI Ogólnopolskim Festiwalu Teatrów Małych Igła[44]
- Złoty Gwóźdź – nagroda główna na X Regionalnym Mityngu Teatralnym im. Sławka Kuczkowskiego w Gnieźnie (kwiecień 2010)
- I nagroda na Wojewódzkim Konkursie Teatrów Młodzieżowych Melpomena 2007[45] w Środzie Wielkopolskiej
- Wyróżnienie na Ogólnopolskim Kramiku Teatrów Dziecięcych i Młodzieżowych Heca 2006 w Płocku.

Nazwa zespołu stanowi nawiązanie do Liceum Ogólnokształcącego w Trzciance, skąd co roku przybywają młodzi aktorzy oraz do lotki jako przedmiotu, która pozwala wzbić się ponad przeciętność.

## Media
W mieście od 1990 roku działa telewizja kablowa – Telewizja Lokalna Trzcianka (TVL Trzcianka) mająca status niekomercyjnego i niedochodowego towarzystwa (TTUKST).
Oprócz reemisji polskich i zagranicznych stacji telewizyjnych, od 1992 roku TVL Trzcianka produkuje własny lokalny program telewizyjny. Główne wydanie pojawia się raz w tygodniu – w każdy poniedziałek o godzinie 20:00, a powtórki nadawane są co 4 godziny. Stacja emituje serwis informacyjny, magazyn kulturalny, serwis sportowy oraz magazyn „Na sygnale”. W programie poruszane są sprawy ważne dla miasta, jak i gminy Trzcianka. Retransmitowane są sesje Rady Miasta i Powiatu, a także miejskie uroczystości. W niedzielę natomiast nadawana jest msza. Przez kablówkę świadczone są także usługi dostępu do internetu i telefonii – operatorem tych usług jest Spółdzielnia Mieszkaniowa Lokatorsko-Własnościowa.
Trzcianka ma także kilka serwisów informacyjnych, takich jak:
- Trzcianka.pl – oficjalny serwis Miasta i Gminy Trzcianka
- Trzcianka.info – mieszkańcy piszą o swoim mieście – forum z informacjami

Od 2013 roku Miasto i Gmina Trzcianka prowadzi stronę na facebooku, gdzie najczęściej umieszczane są aktualności i ciekawostki na temat miasta i gminy.
Alternatywnym źródłem informacji z gminy jest satyryczny profil Prezydent Miasta Trzcianki oraz grupa Trzcianka.online na facebooku.

## Turystyka

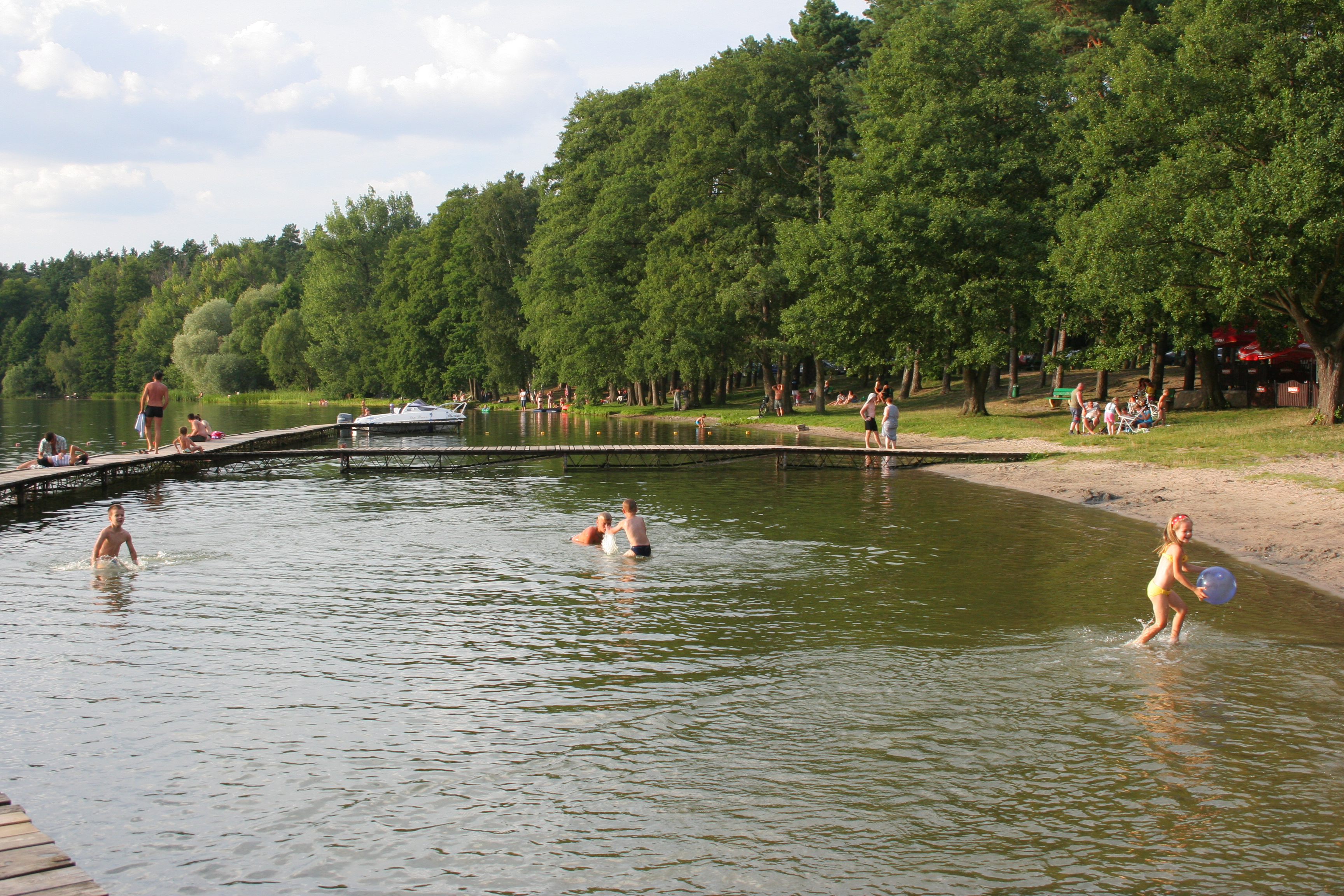
Plaża nad Sarczem, tzw. stara plaża

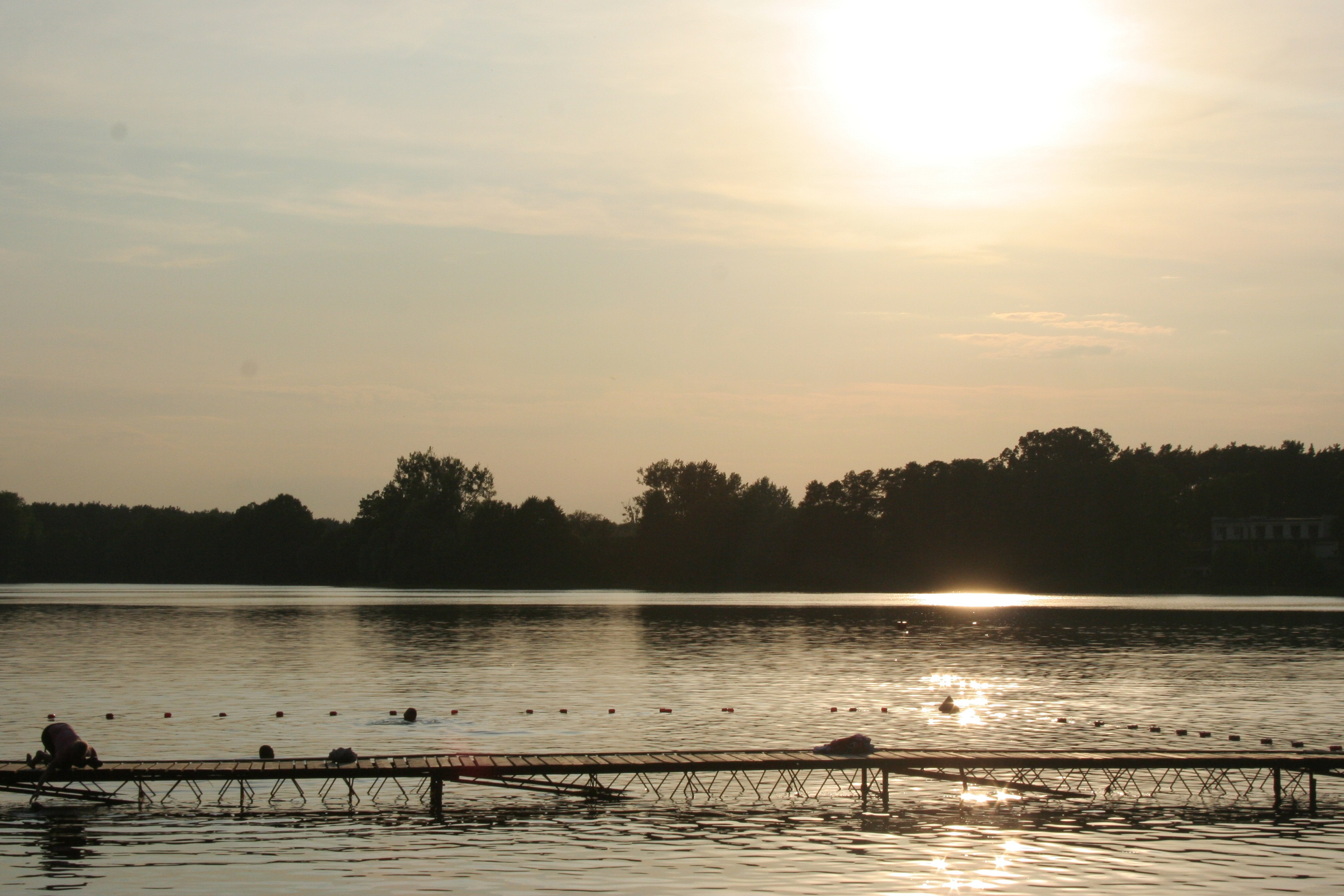
Sarcze

Nad jeziorem Sarcze znajduje się kompleks rekreacyjno-sportowy, Ośrodek Sportu i Rekreacji oraz Park Ryb Słodkowodnych. Przy Ośrodku działają: wypożyczalnia sprzętu wodnego, korty tenisowe, przystań żeglarska oraz boisko. Kompleks dysponuje dwugwiazdkowym hotelem i domkami kempingowymi. W mieście jest też kilka pensjonatów.
Przez Trzciankę przebiegają trasy:
- rowerowe:
  - : Trzcianka – Biała – Radolin – Kuźnica Czarnkowska – Bukowiec – Jędrzejewo – Średnica – Górnica – Rychlik – Smolarnia – Straduń – Trzcianka
  - : Trzcianka – Sarcz – Gostomia – Rusinowo – Tuczno – Człopa – Wołowe Lasy – Trzcianka
  - część międzynarodowej trasy rowerowej R-1, trasa w Polsce rozpoczyna się w Kostrzynie nad Odrą: Kostrzyn nad Odrą – Ośno Lubuskie – Sulęcin – Międzyrzecz – Międzychód – Drezdenko – Krzyż Wielkopolski – Trzcianka – Piła – Miasteczko Krajeńskie – Osiek nad Notecią – Wierzchucin Królewski – Koronowo – Grudziądz – Kwidzyn – Sztum – Elbląg – Frombork – Braniewo – Gronowo[49]
  -  Transwielkopolska Trasa Rowerowa – w gminie Trzcianka: Radolin – Teresin – Trzcianka – Łomnica – Kępa – Pokrzywno – Stobno
- piesze:
  -  wokół jeziora Sarcze
  -  Niekursko – TrzciankaPlaża nad jeziorem Sarcze tzw. nowa plaża

 Trzcianka – Straduń – Smolarnia

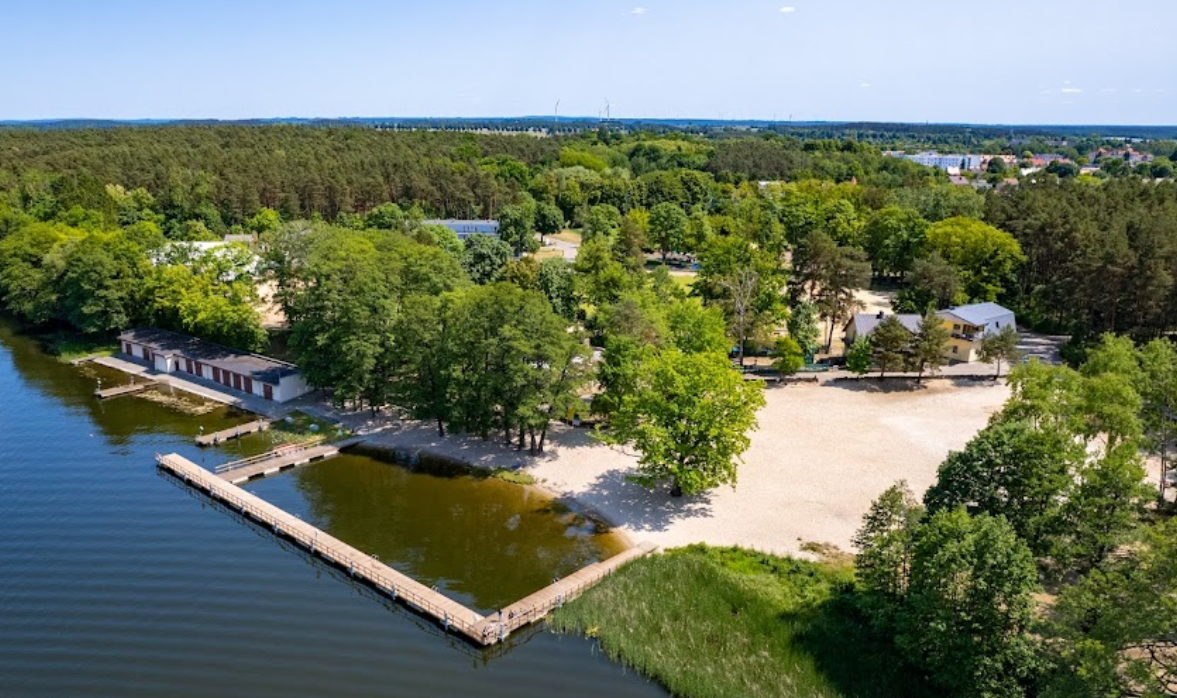
Plaża nad jeziorem Sarcze tzw. nowa plaża

- - Smolarnia – Nowa Wieś – Trzcianka, trasa nieoznakowana
  -  Trzcianka – Teresin – Radolin – Kuźnica Czarnkowska

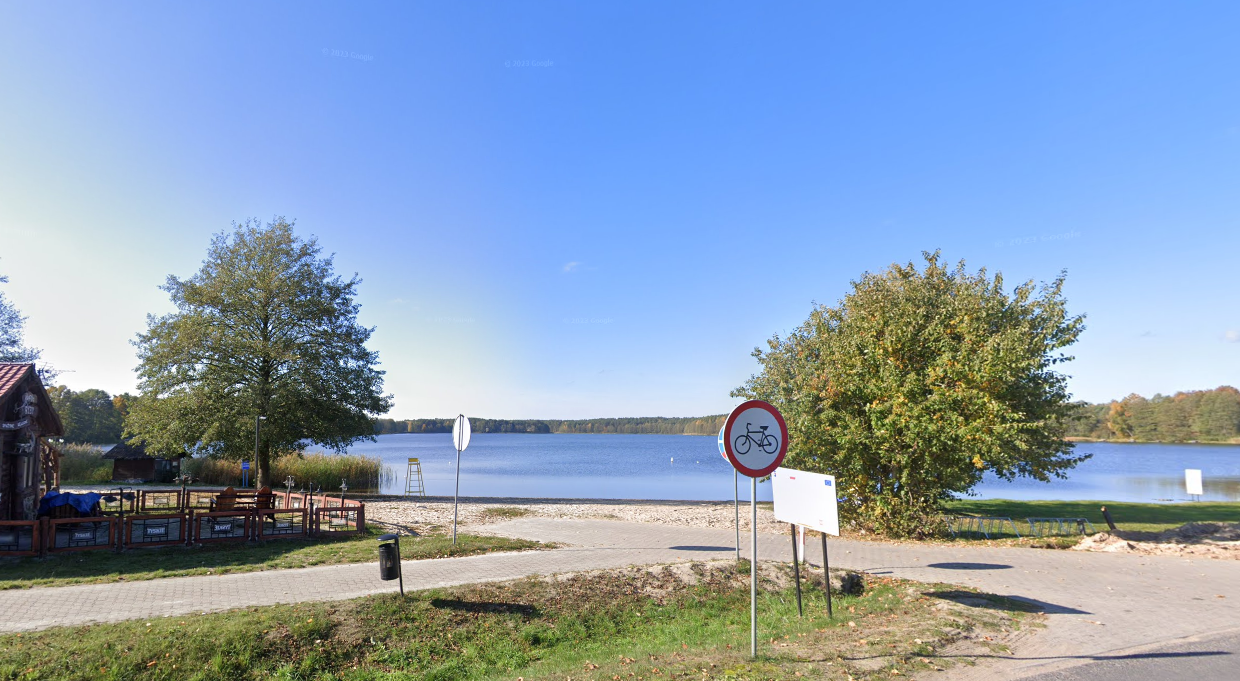
Plaża nad jeziorem Logo tzw. Plaża Logo

  -  Trzcianka – Biała
  - Plaża nad jeziorem Logo tzw. Plaża Logo

 Stobno – Łomnica – Trzcianka

## Architektura
- Obiekty wpisane do rejestru zabytków[50]:
  - Kościół parafialny pw. św. Jana Chrzciciela, 1914–1915; Budynek trójnawowy, bazylikowy z asymetrycznie usytuowaną wieżą. Ołtarz główny z pierwszej połowy XVIII wieku w stylu barokowym. Dwa ołtarze boczne rokokowe z końca XVIII wieku. W środkowym polu ołtarza głównego mieści się neobarokowy obraz św. Jana Chrzciciela z końca XIX, a w nawie głównej, na jednym z filarów podziwiać można późnobarokową rzeźbę Chrystusa Króla. W lewym ołtarzu bocznym znajduje się obraz Matki Bożej i św. Jacka Odrowąża.
  - park pałacowy z pierwszej połowy XVIII; w latach 1896–1970 mieściła się w parku siedziba Nadleśnictwa Trzcianka, znajdowała się też winnica z początku XIX w.
  - dom z pierwszej połowy XIX w. przy ul. Żeromskiego 36 a

Obiekty historyczne:
- dom z 1777 przy ul. E. Orzeszkowej 3
- murowana kapliczka tzw. Boża Męka z 1811 przy ul. Grunwaldzkiej, postawiona na cześć przejść wojsk Napoleona
- dawna rytualna łaźnia żydowska z przełomu XVIII/XIX wieku przy ul. Wita Stwosza 6
- przebudowane lamusy tkackie przy ul. Mochnackiego – domy przełomu XVIII/XIX
- późnoklasycystyczny budynek z przełomu XVIII/XIX, dzisiejsza siedziba Muzeum Ziemi Nadnoteckiej, ul. S. Żeromskiego
- domy kalenicowe z pierwszej połowy XIX przy ul. S. Żeromskiego
- budynek dawnego sądu (obecnie Szkoły Katolickiej) z 1851
- budynek dworca kolejowego, wybudowany w 1852
- budynek Urzędu Miejskiego przy ul. W. Sikorskiego, zaadaptowany w 1854 na ratusz i rozbudowany w 1908
- neogotycki budynek poczty z 1893
- budynek Nadleśnictwo Trzcianka, wybudowany w stylu eklektycznym w XIX w.
- secesyjna willa z 1905 r., obecnie siedziba Biblioteki Pedagogicznej i Poradni Psychologiczno-Pedagogicznej
- gmach Zespołu Szkół Ponadgimnazjalnych, wzniesiony w latach 1913–1915 jako Evangelische Volksschule
- budynek dawnego Urzędu Powiatowego, wybudowany około 1925
- budynek dawnej szkoły rolniczej z lat 1925–1926, obecnie siedziba Sądu Rejonowego

- Nieistniejące obiekty historyczne:
  - kościół ewangelicki
  - synagoga

### Pomniki
- pomnik Jana Pawła II

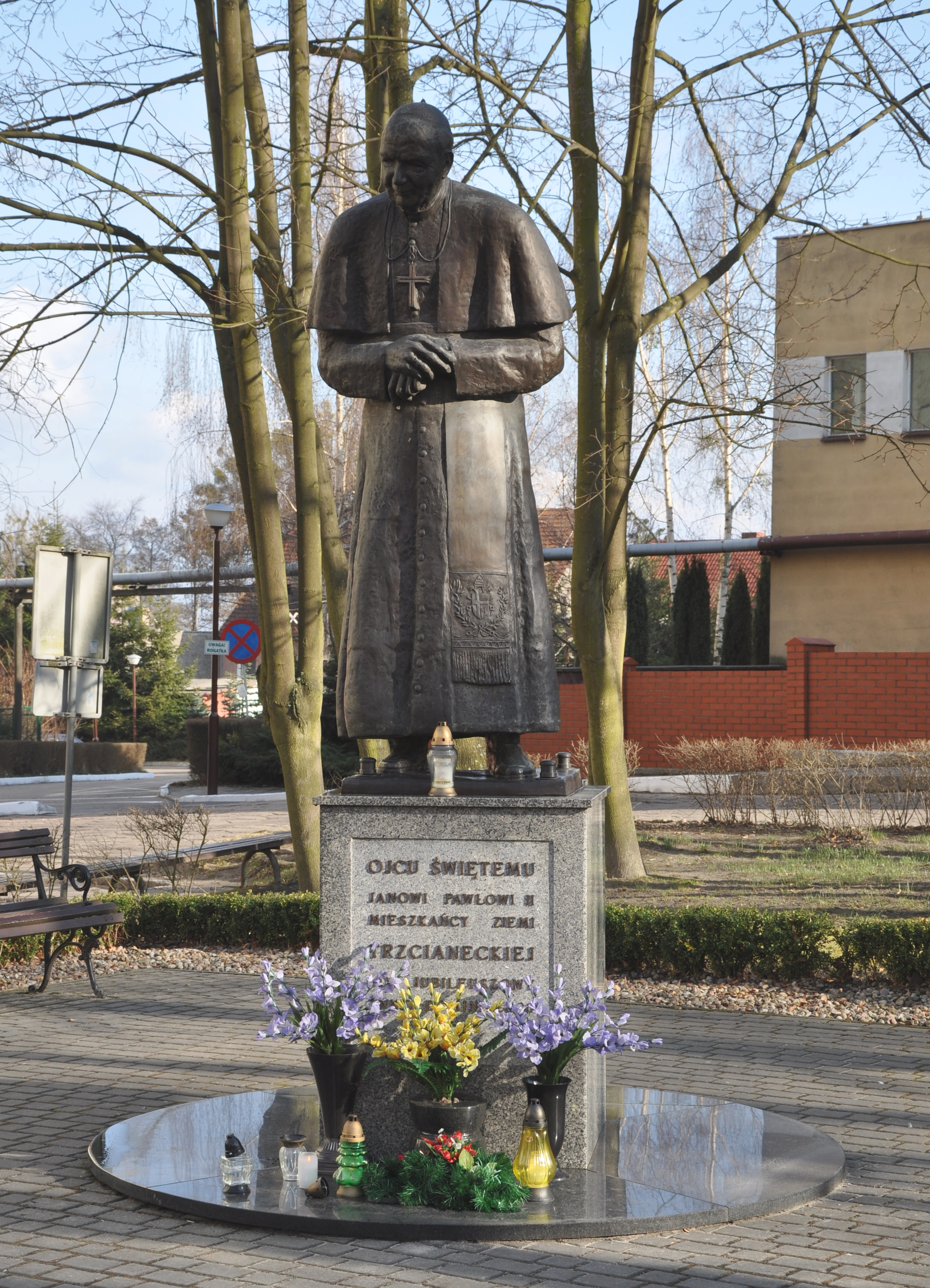
Pomnik Jana Pawła II

- pomnik pamięci budowniczych Trzcianki
- pomnik niepodległości wraz z ławką niepodległości

Dawne (nieistniejące już) pomniki:
- pomnik wdzięczności poległym w wojnie francusko-pruskiej 1870–1871 – wybudowany w 1902
- pomnik wdzięczności poległym w wojnie 1914–1918
- mauzoleum – wybudowane w 1945 w miejscu pochówku 56 żołnierzy Armii Czerwonej, będącym cmentarzem wojennym[51], zburzone 8.09.2017 r. na podstawie uchwały radnych i starań burmistrza Krzysztofa Czarneckiego[25] za zgodą Piotra Glińskiego, wicepremiera rządu RP[26]

Pomniki przyrody znajdujące się w rejestrze Wojewódzkiego Konserwatora Przyrody to:
- 2 około 100-letnie lipy przy ul. Roosevelta
- dąb szypułkowy o obwodzie 366 cm przy ul. Żeromskiego
- platan klonolistny o obwodzie pnia 350 cm, obok obelisk upamiętniający 250-lecie nadania praw miejskich i budowniczych Trzcianki, przy skrzyżowaniu ul. Sikorskiego i Kościuszki
- dwa klony przy ul. 27 Stycznia
- trzy cisy pospolite na os. Domańskiego
- 3 buki pospolite w parku pałacowym przy ul. Tetmajera
- klon jawor przy ul. Staszica
- kasztanowiec przy ul. Staszica
- 160-letni klon zwyczajny w Parku 1 Maja
- 160-letni klon zwyczajny przy ul. Łąkowej
- 120-letni żywotnik zachodni przy ul. Mickiewicza
- 200-letni buk zwyczajny o obwodzie 362 cm przy pl. Pocztowym

### Osiedla
- os. Dębowe
- os. ks. Bolesława Domańskiego
- os. Artura Grottgera
- os. Jana Kasprowicza
- os. Joachima Lelewela
- os. Kadłubek
- os. Leśne
- os. Modrzewiowe
- os. Obortyckie
- os. Juliusza Słowackiego
- os. Pańska Łaska
- os. Przy Sadowej
- os. Sarcz
- os. Słoneczne Wzgórze
- os. Stanisława Poniatowskiego
- os. W Narcyzach
- os. XXV-lecia
- os. XXX-lecia
- os. Zacisze
- os. J. Fałata Pierwsze
- os. J. Fałata Drugie
- os. Za jeziorem
- os. Młodych
- os. Królów
- os. Noblistów Polskich

## Sport
W Trzciance działa 6 klubów sportowych:

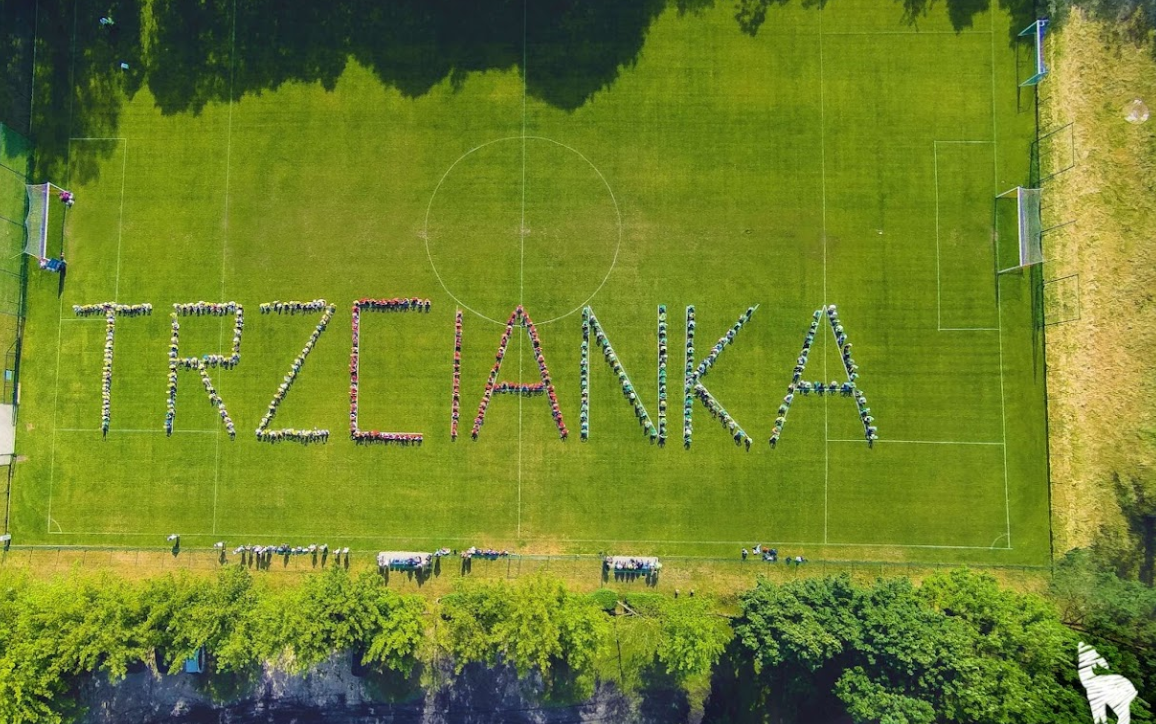
Stadion Miejski w Trzciance, przy ulicy Piotra Skargi i Promenadzie

- MKS Hydro Lubuszanin z V ligowym zespołem piłkarskim (gr. wielkopolska I) założonym w 1948 oraz sekcją podnoszenia ciężarów
- LZS Arto Trzcianka z A-klasowym zespołem piłkarskim
- MKS MDK Trzcianka z sekcjami: szachową, żeglarską i siatkarską (MKS MDK Trzcianka – III liga).
- UKS Copal Trzcianka – z sekcjami: kajakarską, ciężarową oraz judo.
- Harcerski Ośrodek Wodny przy MKS MDK Trzcianka z przystanią położoną nad jeziorem Sarcz
- Klub Sportów Motorowych i Motorowodnych Trzcianka

W Trzciance działają 4 akademie piłkarskie dla młodych miłośników piłki nożnej:
- Akademia Piłkarska Bambinis (koniec funkcjonowania grudzień 2020)
- Akademia Piłkarska Piotra Reissa
- Akademia Przedszkolaka
- Akademia Lubuszanina Trzcianka

W mieście działa też akademia siatkówki.

## Wspólnoty wyznaniowe

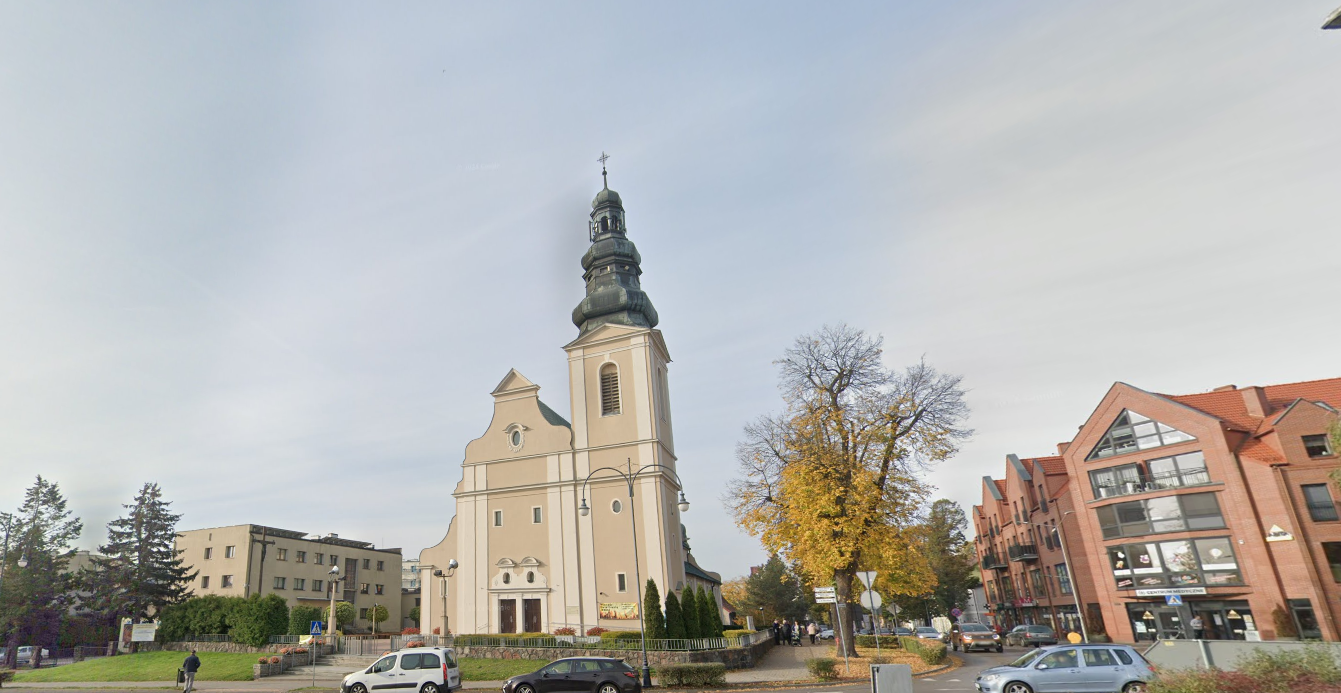
Kościół pw. Jana Chrzciciela w Trzciance

Na terenie miasta działalność religijną prowadzą następujące Kościoły i związki wyznaniowe:
- Kościół Ewangelicko-Augsburski w RP:
  - nabożeństwa domowe przy ul. Gorzowskiej (dojeżdża pastor z parafii w Pile)
- Kościół rzymskokatolicki:
  - parafia pw. św. Jana Chrzciciela, ul. Żeromskiego 39
  - parafia pw. Matki Bożej Saletyńskiej, ul. Witosa 5
- Kościół Zielonoświątkowy:
  - Zbór w Trzciance, ul. 27 Stycznia 27
- Świadkowie Jehowy
  - zbór Trzcianka (Sala Królestwa ul. Gorzowska 40)[53]

## Komunikacja

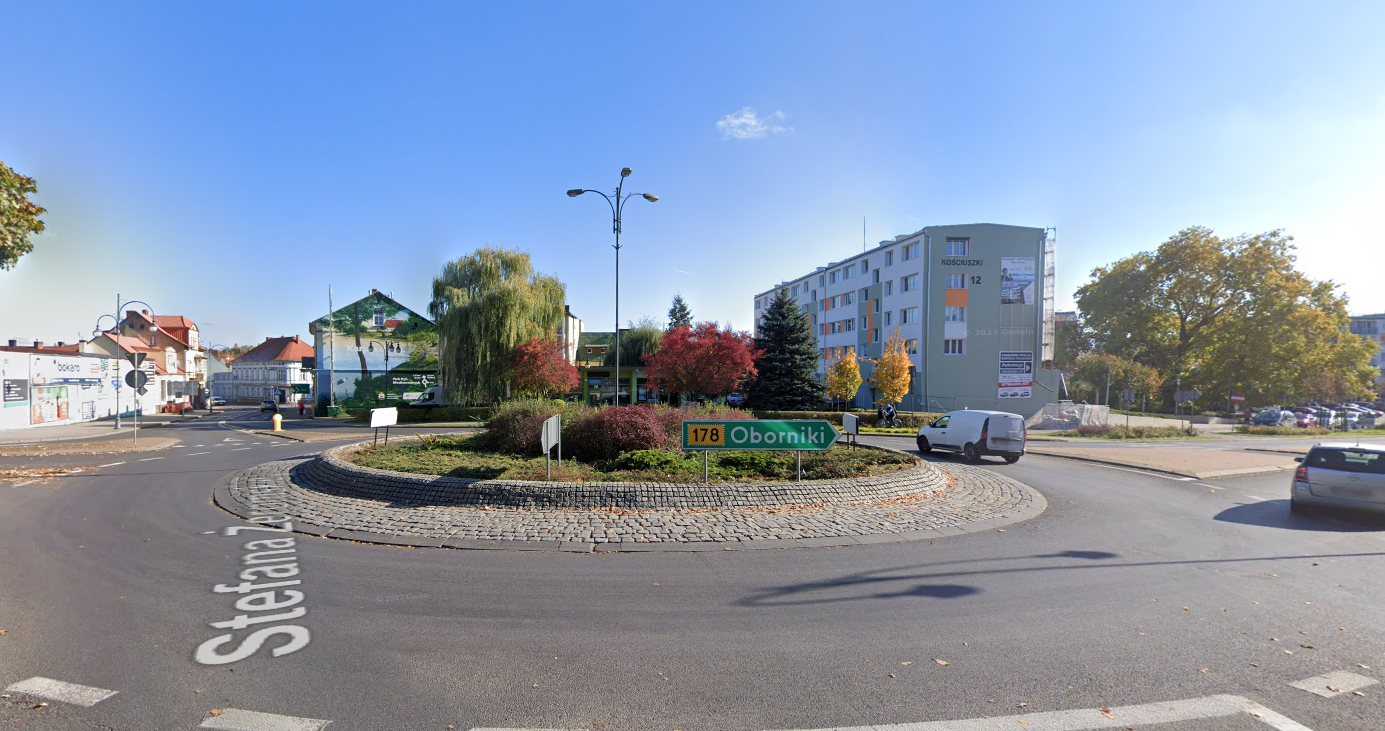
Rondo Solidarności w Trzciance

### Transport drogowy
W mieście krzyżują się:
- Droga Wojewódzka nr 178 (Poznań - Trzcianka - Wałcz - Koszalin)
- Droga Wojewódzka nr 180 (Krzyż Wielkopolski - Trzcianka - Piła)

### Kolej
Przez dworzec Trzcianka przechodzi niezelektryfikowana linia kolejowa nr 203 (część dawnej Pruskiej Kolei Wschodniej) łącząca stację Tczew ze stacją graniczną Kostrzyn (Kostrzyn nad Odrą). W chwili obecnej Trzcianka posiada bezpośrednie połączenia z Krzyżem, Piłą, Chojnicami, Warszawą i Lublinem (przewoźnik – Przewozy Regionalne) oraz Gorzowem Wielkopolskim i Trójmiastem (PKP Intercity).

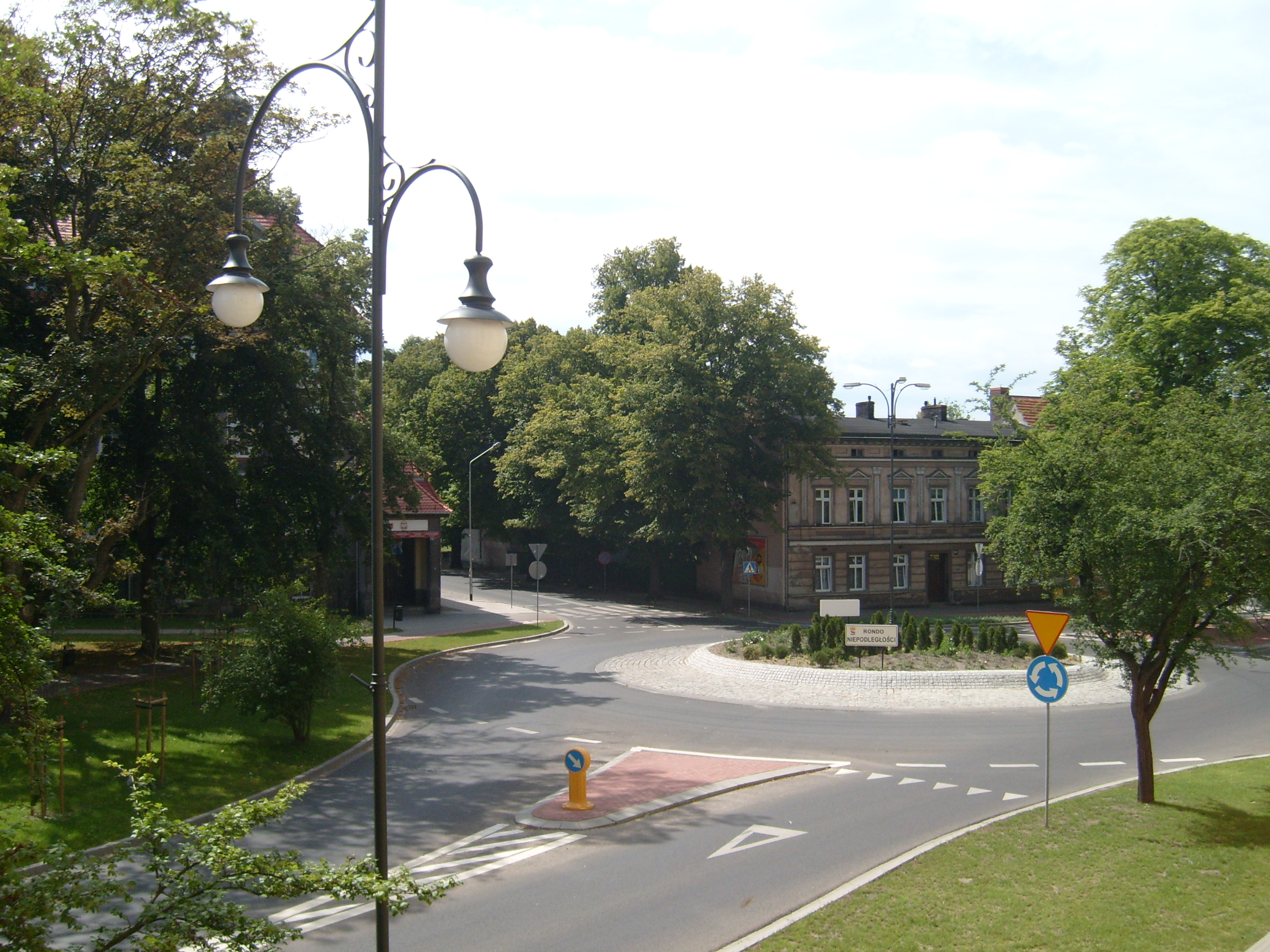
Rondo Niepodległości na skrzyżowaniu ulic Staszica z Sikorskiego

### Komunikacja autobusowa
Trzcianka ma połączenia autobusowe z:

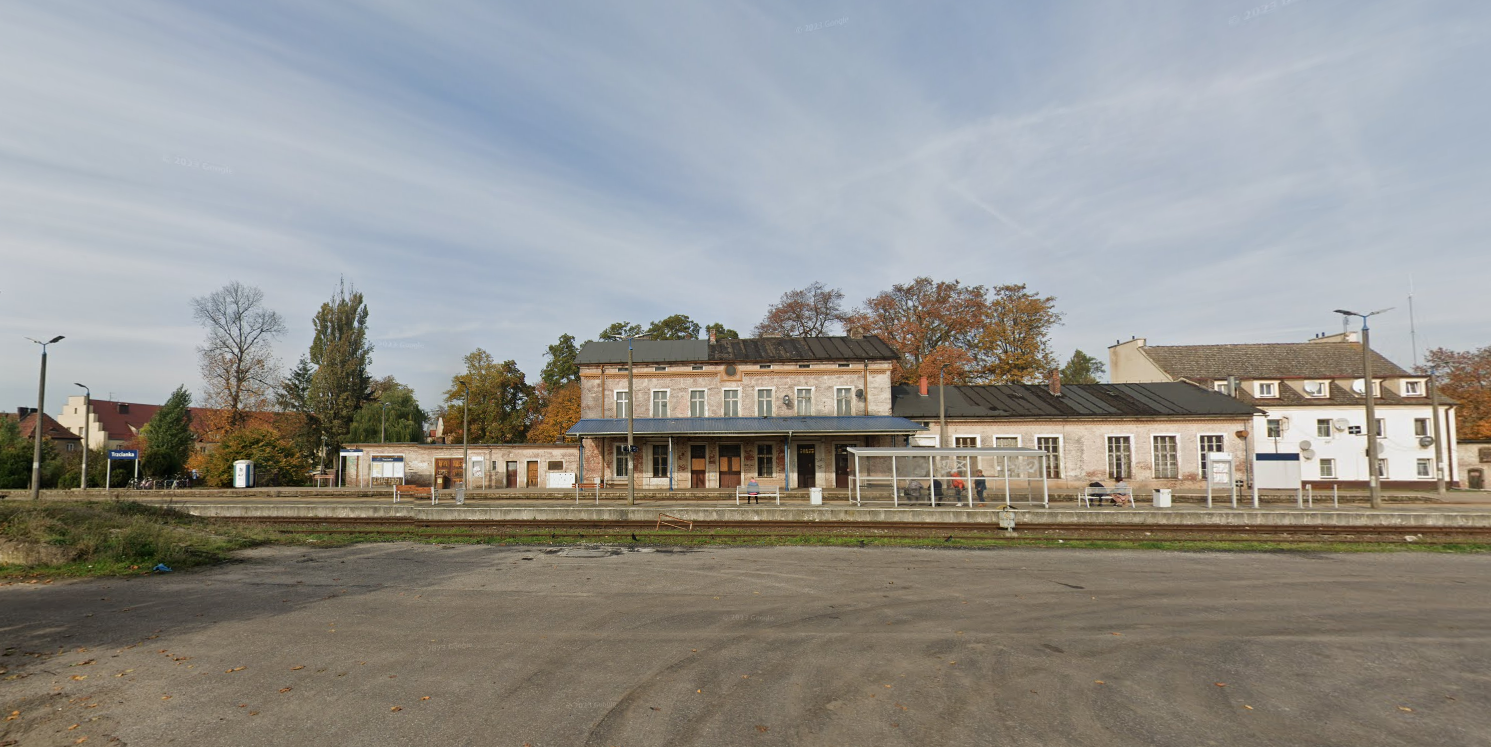
Dworzec PKP w Trzciance

- Poznaniem,
- Wałczem,
- Złocieńcem,
- Kołobrzegiem,
- Piłą,
- Krzyżem Wlkp.,
- Wieleniem,
- Czarnkowem,
- Drezdenkiem,
- Strzelcami Krajeńskimi,
- Wyrzyskiem,
- Nakłem nad Notecią

### Transport lotniczy
W 2012 przy ul. Sikorskiego oddano do użytku sanitarne lądowisko.
Niegdyś przy Cmentarzu Komunalnym znajdowało się lądowisko.

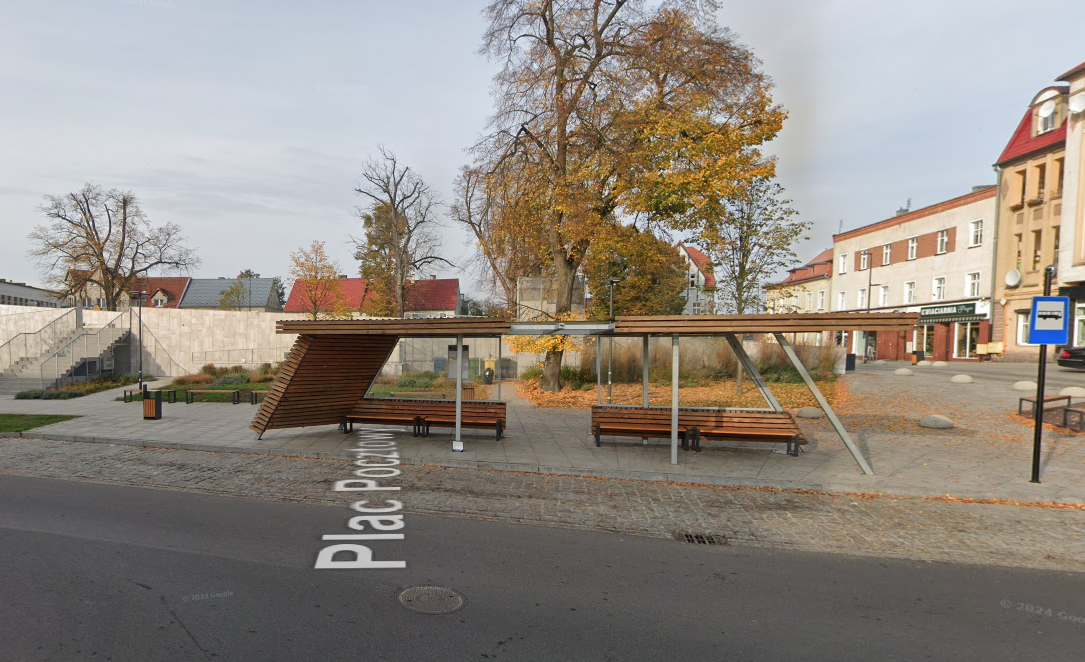
Dworzec autobusowy w Trzciance (nowa wiata)

## Administracja

### Związki samorządowe
Trzcianka należy do Związku Miast Polskich.

### Urzędy i instytucje

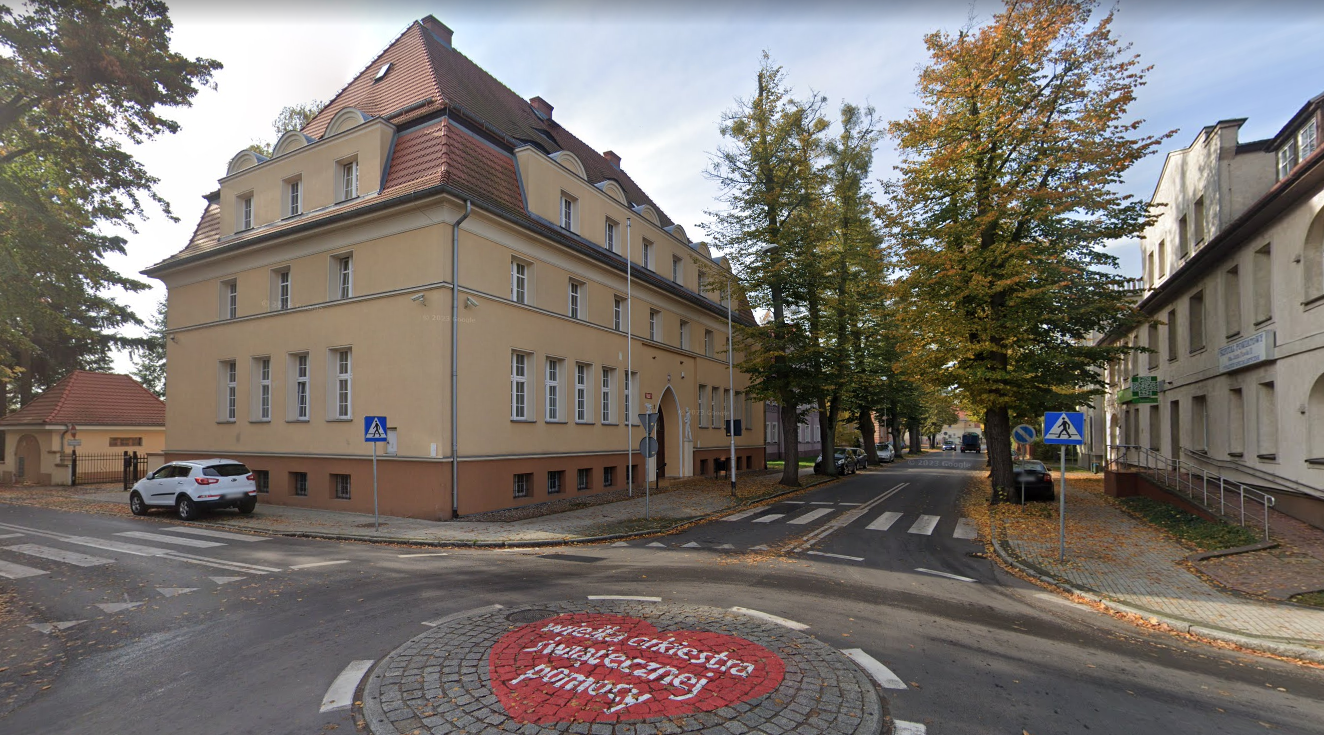
Sąd Rejonowy w Trzciance, wybudowany w latach 1925–1926 jako szkoła rolnicza. Przy wejściu głównym widoczne płaskorzeźby, symbolizujące siew i zbiór.

- Urząd Miejski Trzcianki (al. Sikorskiego),
- Starostwo Powiatowe w Czarnkowie, Delegatura Wydziałów w Trzciance (al. 27 Stycznia),
- Powiatowy Urząd Pracy filia w Trzciance (al. 27 Stycznia),
- Komisariat Policji w Trzciance (ul. Roosevelta),
- Jednostka Ratowniczo-Gaśnicza Komendy Powiatowej Straży Pożarnej w Trzciance (ul. Broniewskiego),
- Czarnkowsko-Trzcianecka Lokalna Grupa Działania (al. Sikorskiego).

## Miasta partnerskie
- Berwick-upon-Tweed (Wielka Brytania)[54]
- Duszniki-Zdrój
- Lehrte (Niemcy)
- Husum (Niemcy)
- Tomaszpol (Ukraina)